# Futebol Clube Barreirense
O Futebol Clube Barreirense é uma instituição desportiva portuguesa fundada a 11 de Abril de 1911. As suas modalidades principais são o futebol e basquetebol, mas o clube desenvolve igualmente as modalidades de futsal, ginástica, xadrez, kickboxing, pool português e natação.
O clube tem um grande historial em Portugal, sendo ainda hoje o 16º clube com mais presenças no escalão máximo do futebol português e um dos clubes com mais jogos disputados na Taça de Portugal. No basquetebol, tem no seu palmarés 2 Campeonatos Nacionais e 6 Taças de Portugal. Em ambas as modalidades, o clube já representou Portugal em competições europeias.
Ao nível das camadas jovens, o clube é conhecido como um formador de grandes talentos nas várias modalidades. Em 2011, o Futebol Clube Barreirense celebrou o seu primeiro centenário.

## Futebol

### Histórico
Palmarés do FC Barreirense
20 Troféus Oficiais:
- Taça Ribeiro dos Reis: 1

(1967/1968)
- Campeonato Regional de Setúbal: 6 (1929/30, 1937/38, 1938/39, 1939/40, 1940/41, 1941/42)
- Campeonato da Iª Divisão Distrital da AF Setúbal: 4 (2011/12, 2014/15, 2020/21, 2022/23)
- Taça da Associação de Futebol de Setúbal: 2 (2011/12, 2017/18)
- Campeonato Nacional da IIª Divisão: 6 (1942/43, 1950/51, 1959/60, 1961/62, 1966/67, 1968/69
- Taça Federação Portuguesa de Futebol 2ª Divisão: 1 (1976/77)

Total de Presenças e Performance do FC Barreirense (até 2023/24)
| Competição                                      | Presenças | Melhor Classificação | Melhor Classificação                                             | Jogos | Vitórias | Empates | Derrotas | Golos Marcados | Golos Sofridos | Pontos |
| ----------------------------------------------- | --------- | -------------------- | ---------------------------------------------------------------- | ----- | -------- | ------- | -------- | -------------- | -------------- | ------ |
| Taça das Cidades com Feiras                     | 1         | 1º eliminatória      | 1970/1971                                                        | 2     | 1        | 0       | 1        | 3              | 6              | 2      |
| Iª Divisão(nível 1)                             | 24        | 4º lugar             | 1969/1970                                                        | 592   | 166      | 119     | 307      | 758            | 1195           | 451    |
| Liga de Honra / IIª Liga (nível 2)              | 2         | 15º lugar            | 2005/2006                                                        | 72    | 12       | 24      | 36       | 57             | 117            | 48     |
| IIª Divisão (*) (nível 2)                       | 31        | Campeão              | 1942/1943; 1950/1951; 1959/1960; 1961/1962; 1966/1967; 1968/1969 | 739   | 366      | 180     | 193      | 1286           | 783            | 912    |
| Liguilha Iª/IIª Divisão                         | 4         | -                    | -                                                                | 18    | 7        | 4       | 7        | 28             | 25             | 18     |
| IIª Divisão B / CNS / CP (*) (nível 3)          | 19        | Campeão Zona Sul     | 2004/2005                                                        | 582   | 233      | 184     | 165      | 716            | 566            | 650    |
| IIIª Divisão (nível 3)                          | 1         | 2º lugar Série F     | 1980/1981                                                        | 30    | 18       | 6       | 6        | 60             | 29             | 42     |
| IIIª Divisão / CP (nível 4)                     | 5         | 3º lugar Série E     | 2012/2013                                                        | 149   | 50       | 50      | 49       | 177            | 174            | 150    |
| Taça de Portugal                                | 72        | Semi-Finalista       | 1939/1940; 1947/1948; 1951/1952; 1956/1957; 1957/1958            | 209   | 91       | 38      | 80       | 343            | 305            | 220    |
| Campeonato de Portugal (extinto)                | 10        | Finalista            | 1929/1930; 1933/1934                                             | 47    | 26       | 7       | 14       | 115            | 78             | 59     |
| Taça Ribeiro dos Reis                           | 10        | Vencedor             | 1967/1968                                                        | 85    | 42       | 16      | 27       | 171            | 122            | 100    |
| Taça Federação Portuguesa de Futebol 2ª Divisão | 1         | Vencedor             | 1976/1977                                                        | 9     | 6        | 2       | 1        | 12             | 3              | 14     |
| Campeonato de Lisboa                            | 10        | 4° lugar             | 1931/1932                                                        | 61    | 29       | 6       | 26       | 102            | 115            | 64     |
| Campeonato de Setúbal (**)                      | 12        | Campeão              | 1929/1930; 1937/1938; 1938/1939; 1939/1940; 1940/1941; 1941/1942 | 162   | ??       | ??      | ??       | ??             | ??             | ??     |
| Iª Divisão Distrital AF Setúbal                 | 9         | Campeão              | 2011/2012; 2014/2015; 2020/2021; 2022/2023                       | 242   | 155      | 44      | 43       | 536            | 237            | 354    |
| Taça da AF de Setúbal                           | 7         | Vencedor             | 2011/2012; 2017/2018                                             | 39    | 25       | 6       | 8        | 101            | 51             | 56     |
| Totais                                          | 98 Épocas | 98 Épocas            | (de 1926/1927 até 2023/2024)                                     | 3012  | 1216     | 680     | 954      | 4434           | 3781           | 3117   |

(*) Números a verificar.
(**) O Campeonato de Setúbal de 1930/1931 fica marcado pela desistência do FC Barreirense e do Luso FC Barreiro a uma ou duas jornadas do fim, devido a um convite para participarem no Campeonato de Lisboa. Não é certo se este campeonato tenha sido validado. Na tabela considera-se, no entanto, a participação do FC Barreirense no Campeonato de Setúbal de 1930/1931 (9 Jogos).
 Taça das Cidades com Feiras
- Competições Europeias: Taça das Cidades com Feiras, prova precursora da antiga Taça UEFA e actualmente Liga Europa (1970/1971):
| Data       | Visitado          | Resultado | Visitante         | Cidade   | País     |
| ---------- | ----------------- | --------- | ----------------- | -------- | -------- |
| 16/09/1970 | FC Barreirense    | 2-0       | GNK Dinamo Zagreb | Barreiro | Portugal |
| 30/09/1970 | GNK Dinamo Zagreb | 6-1       | FC Barreirense    | Zagreb   | Croácia  |

I Divisão
- Classificações:
- 4º - 1 (1969/1970)
- 5º - 2 (1939/1940; 1952/1953)

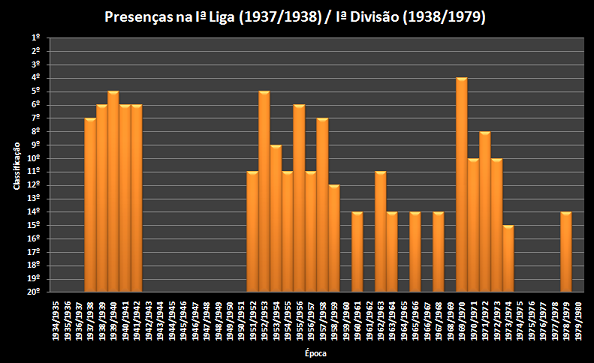
Classificações do FC Barreirense na 1ª Divisão de Portugal

- 6º - 4 (1938/1939; 1940/1941; 1941/1942; 1955/1956)
- 7º - 2 (1937/1938; 1957/1958)
- 8º - 1 (1971/1972)
- 9º - 1 (1953/1954)
- 10º - 2 (1970/1971; 1972/1973)
- 11º - 4 (1951/1952; 1954/1955; 1956/1957; 1962/1963)
- 12º - 1 (1958/1959)
- 14º - 5 (1960/1961; 1963/1964; 1965/1966; 1967/1968; 1978/1979)
- 15º - 1 (1973/1974)

 Campeonato de Portugal
- Finalista:
| Época     | Vencedor    | Resultado  | Vencido        | Cidade | País     |
| --------- | ----------- | ---------- | -------------- | ------ | -------- |
| 1929/1930 | SL Benfica  | 3-1* (1-1) | FC Barreirense | Lisboa | Portugal |
| 1933/1934 | Sporting CP | 4-3* (3-3) | FC Barreirense | Lisboa | Portugal |

* após prolongamento
- Presenças nas meias-finais:
| Época     | Vencedor           | 1ª Mão | 2ª Mão | Vencido            |
| --------- | ------------------ | ------ | ------ | ------------------ |
| 1926/1927 | Vitória de Setúbal | 1-0*   | 1-0*   | FC Barreirense     |
| 1929/1930 | FC Barreirense     | 1-1**  | 3-2    | CF Belenenses      |
| 1931/1932 | CF Belenenses      | 1-0    | 3-3**  | FC Barreirense     |
| 1933/1934 | FC Barreirense     | 2-1**  | 1-0    | Vitória de Setúbal |

* O jogo durou apenas cerca de 40 minutos, uma vez que treinador do FC Barreirense Augusto Sabbo, ordenou aos seus jogadores que abandonassem o campo, devido a comportamento violento dos jogadores adversários.
** FC Barreirense a jogar em casa.
 Taça de Portugal
- Presenças nas meias-finais:
| Época     | Vencedor      | 1ª Mão | 2ª Mão | Vencido        |
| --------- | ------------- | ------ | ------ | -------------- |
| 1939/1940 | SL Benfica    | 5-2    | 2-1*   | FC Barreirense |
| 1947/1948 | CF Belenenses | 5-1    | 5-1    | FC Barreirense |
| 1951/1952 | SL Benfica    | 1-2**  | 5-0    | FC Barreirense |
| 1956/1957 | SL Benfica    | 1-0**  | 4-0    | FC Barreirense |
| 1957/1958 | SL Benfica    | 0-1**  | 3-0    | FC Barreirense |

* jogo disputado no Campo do Rossio.
** jogo disputado no Estádio D. Manuel de Mello.
II Divisão
- 6 Títulos de Campeão
| Época     | Vencedor | Resultado | Vencido | Cidade | País |
| --------- | --- | --- | --- | --- | --- |
| 1942/1943 | FC Barreirense | 6-1 | AD Sanjoanense | Lisboa | Portugal |
| 1950/1951 | Fase Final da IIª Divisão: 1° FC Barreirense (8 P); 2° SC Salgueiros (6 P); 3° CF União Coimbra (6 P); 4° Lusitano GC Évora (4 P) | Fase Final da IIª Divisão: 1° FC Barreirense (8 P); 2° SC Salgueiros (6 P); 3° CF União Coimbra (6 P); 4° Lusitano GC Évora (4 P) | Fase Final da IIª Divisão: 1° FC Barreirense (8 P); 2° SC Salgueiros (6 P); 3° CF União Coimbra (6 P); 4° Lusitano GC Évora (4 P) | Fase Final da IIª Divisão: 1° FC Barreirense (8 P); 2° SC Salgueiros (6 P); 3° CF União Coimbra (6 P); 4° Lusitano GC Évora (4 P) | Fase Final da IIª Divisão: 1° FC Barreirense (8 P); 2° SC Salgueiros (6 P); 3° CF União Coimbra (6 P); 4° Lusitano GC Évora (4 P) |
| 1959/1960 | FC Barreirense | 1-0 | SC Salgueiros | Leiria | Portugal |
| 1961/1962 | FC Barreirense | 2-0 | CD Feirense | Leiria | Portugal |
| 1964/1965 | SC Beira Mar | 2-1 | FC Barreirense | Leiria | Portugal |
| 1966/1967 | FC Barreirense | 3-1 | FC Tirsense | Leiria | Portugal |
| 1968/1969 | FC Barreirense | 3-3* (2-2) | Boavista FC | Setúbal | Portugal |
| 1968/1969 | FC Barreirense | 2-1 | Boavista FC | Coimbra | Portugal |

* após prolongamento.
- Lugares de Honra:

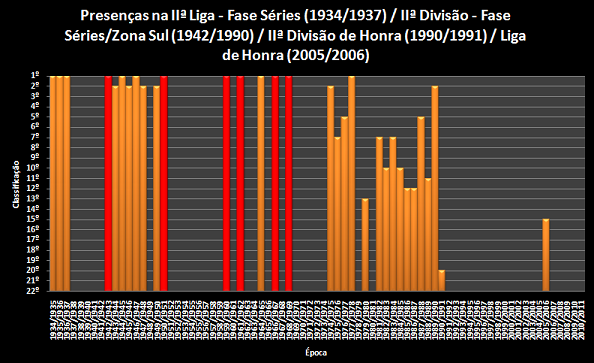
Classificações do FC Barreirense na IIª Divisão (nível 2).

- 1947/1948: 2º Classificado na Fase Final (Liguilha Iª/IIª Divisão: Derrotado na final pelo SC Braga por 1-0 em Coimbra; Apurado 1 de 2 clubes para a Iª Divisão)
- 1974/1975: 2º Classificado da IIª Divisão Zona Sul (Liguilha Iª/IIª Divisão: 3º classificado com 6 pontos ex aequo com o 2º classificado, a A. Académica Coimbra; Apurados 2 de 4 clubes para a Iª Divisão)
- 1977/1978: 2º Classificado na Fase Final: 1° FC Famalicão (6 P); 2° FC Barreirense (4 P); SC Beira-Mar (2 P)
- 1989/1990: 2º Classificado da IIª Divisão Zona Sul (Liguilha Iª/IIª Divisão: Derrotado na 1ª eliminatória pelo CD Aves (0-0, 3-1 g.p.) na Figueira da Foz; Apurado 1 de 6 clubes para a Iª Divisão)

II Divisão B
- 1 Título de Campeão:
| Época     | Classificação                                                                                            |
| --------- | --- |
| 2004/2005 | IIª Divisão B Zona Sul: 1° FC Barreirense (73 P); 2° CD Pinhalnovense (72 P); 3° CF União Madeira (63 P) |

- Lugares de Honra:
- 1998/1999: 2º Classificado da IIª Divisão B Zona Sul: 1° Imortal DC (63 P); 2° FC Barreirense (62 P); 3° Portimonense SC (59 P)
- 2003/2004: 2º Classificado da IIª Divisão B Zona Sul: 1° SC Olhanense (86 P); 2° FC Barreirense (82 P); 3° C. União Micaelense (66 P)

 Taça Ribeiro dos Reis
- Finais:
| Época     | Vencedor       | Resultado | Vencido    | Cidade | País     |
| --------- | -------------- | --------- | ---------- | ------ | -------- |
| 1967/1968 | FC Barreirense | 2-0       | Leixões SC | Lisboa | Portugal |

- Lugares de Honra:
- 1961/1962: 3º Classificado: FC Barreirense 2-1 AC Marinhense
- 1970/1971: 3º Classificado: FC Barreirense 1-0 A. Académica Coimbra

 Taça Federação Portuguesa de Futebol - 2ª Divisão
- Finais:
| Época     | Vencedor       | Resultado | Vencido      | Cidade | País     |
| --------- | -------------- | --------- | ------------ | ------ | -------- |
| 1976/1977 | FC Barreirense | 1-0       | FC Famalicão | Leiria | Portugal |

Curiosidades
- Recordes do FC Barreirense na Iª Divisão:
| FC Barreirense      | Total                    | Casa                     | Fora                     |
| ------------------- | ------------------------ | ------------------------ | ------------------------ |
| Mais Vitórias       | A. Académica Coimbra: 16 | A. Académica Coimbra: 14 | CF Belenenses: 6         |
| Mais Empates        | Vitória SC Guimarães: 12 | Vitória SC Guimarães: 7  | CUF Barreiro: 6          |
| Mais Derrotas       | SL Benfica: 38           | SL Benfica: 15           | SL Benfica: 23           |
| Mais Derrotas       | SL Benfica: 38           | SL Benfica: 15           | Sporting CP: 23          |
| Mais Golos Marcados | A. Académica Coimbra: 69 | A. Académica Coimbra: 49 | A. Académica Coimbra: 20 |
| Mais Golos Marcados | A. Académica Coimbra: 69 | A. Académica Coimbra: 49 | CF Belenenses: 20        |
| Mais Golos Sofridos | SL Benfica: 152          | SL Benfica: 50           | SL Benfica: 102          |

- Outras Curiosidades do FC Barreirense na Iª Divisão:
| FC Barreirense                           | Adversários                     | Adversários                | Adversários                 | Adversários            |
| ---------------------------------------- | ------------------------------- | -------------------------- | --------------------------- | ---------------------- |
| Nunca derrotaram o FC Barreirense        | GD Estoril Praia (6 Jogos)      | CF União Coimbra (2 Jogos) | Seixal FC (2 Jogos)         | CD Feirense (2 Jogos)  |
| FC Barreirense nunca ganhou contra       | CD Montijo (4 Jogos)            | AD Sanjoanense (2 Jogos)   | FC Famalicão (2 Jogos)      | -                      |
| Nunca ganharam na casa do FC Barreirense | Atlético CP (10 Jogos)          | SC Covilhã (8 Jogos)       | Caldas SC (4 Jogos)         | SC Olhanense (4 Jogos) |
| Nunca ganharam na casa do FC Barreirense | SC Farense (4 Jogos)            | Académico FC (4 Jogos)     | GD Estoril-Praia (3 Jogos)  | FC Tirsense (3 Jogos)  |
| Nunca ganharam na casa do FC Barreirense | CD Montijo (2 Jogos)            | CF União Coimbra (1 Jogo)  | Seixal FC (1 Jogo)          | CD Feirense (1 Jogo)   |
| Nunca ganharam na casa do FC Barreirense | Leça FC (1 Jogo)                | Casa Pia AC (1 Jogo)       | C. Académico Viseu (1 Jogo) | CS Marítimo (1 Jogo)   |
| Outros Recordes                          |                                 |                            |                             |                        |
| Campeonatos com mais pontos              | 1952/1953; 1969/1970            | 28 Pontos                  | 28 Pontos                   | 28 Pontos              |
| Campeonatos com menos pontos             | 1937/1938; 1960/1961            | 8 Pontos                   | 8 Pontos                    | 8 Pontos               |
| Campeonato com mais golos marcados       | 1941/1942                       | 58 Golos                   | 58 Golos                    | 58 Golos               |
| Campeonato com mais golos sofridos       | 1967/1968                       | 72 Golos                   | 72 Golos                    | 72 Golos               |
| Campeonato com menos golos marcados      | 1940/1941                       | 17 Golos                   | 17 Golos                    | 17 Golos               |
| Campeonato com menos golos sofridos      | 1938/1939                       | 27 Golos                   | 27 Golos                    | 27 Golos               |
| Campeonatos com mais vitórias            | 1941/1942; 1969/1970; 1971/1972 | 11 Vitórias                | 11 Vitórias                 | 11 Vitórias            |
| Campeonato com menos vitórias            | 1937/1938                       | 2 Vitórias                 | 2 Vitórias                  | 2 Vitórias             |
| Campeonato com mais empates              | 1970/1971                       | 10 Empates                 | 10 Empates                  | 10 Empates             |
| Campeonato com menos empates             | 1940/1941                       | 0 Empates                  | 0 Empates                   | 0 Empates              |
| Campeonato com mais derrotas             | 1960/1961                       | 21 Derrotas                | 21 Derrotas                 | 21 Derrotas            |
| Campeonato com menos derrotas            | 1939/1940                       | 7 Derrotas                 | 7 Derrotas                  | 7 Derrotas             |

- Maiores Goleadas do FC Barreirense na Iª Divisão:
| Jogos no Campo do Rossio / Estádio D. Manuel de Mello | Jogos no Campo do Rossio / Estádio D. Manuel de Mello | Jogos no Campo do Rossio / Estádio D. Manuel de Mello | Jogos no Campo do Rossio / Estádio D. Manuel de Mello | Jogos no Campo do Rossio / Estádio D. Manuel de Mello | Jogos no Campo do Rossio / Estádio D. Manuel de Mello |
| Data                                                  | Visitado                                              | Resultado                                             | Visitante                                             | Cidade                                                | País                                                  |
| ----------------------------------------------------- | ----------------------------------------------------- | ----------------------------------------------------- | ----------------------------------------------------- | ----------------------------------------------------- | ----------------------------------------------------- |
| 10/05/1942                                            | FC Barreirense                                        | 11-1                                                  | Vitória SC Guimarães                                  | Barreiro                                              | Portugal                                              |
| 17/05/1942                                            | FC Barreirense                                        | 8-1                                                   | Académico FC                                          | Barreiro                                              | Portugal                                              |
| 25/09/1955                                            | FC Barreirense                                        | 7-0                                                   | SC Braga                                              | Barreiro                                              | Portugal                                              |
| 24/02/1952                                            | FC Barreirense                                        | 8-2                                                   | Clube Oriental de Lisboa                              | Barreiro                                              | Portugal                                              |
| Jogos como Visitante                                  |                                                       |                                                       |                                                       |                                                       |                                                       |
| Data                                                  | Visitado                                              | Resultado                                             | Visitante                                             | Cidade                                                | País                                                  |
| 25/11/1951                                            | SC Salgueiros                                         | 1-5                                                   | FC Barreirense                                        | Porto                                                 | Portugal                                              |
| 26/04/1953                                            | GD Estoril Praia                                      | 2-5                                                   | FC Barreirense                                        | Estoril                                               | Portugal                                              |
| 10/11/1963                                            | SC Olhanense                                          | 1-4                                                   | FC Barreirense                                        | Olhão                                                 | Portugal                                              |
| 21/10/1978                                            | Boavista FC                                           | 0-3                                                   | FC Barreirense                                        | Porto                                                 | Portugal                                              |

- Top-4 de Goleadas do FC Barreirense em jogos oficiais nacionais de todos os tempos:
| Data       | Visitado                | Resultado | Visitante            | Cidade   | País     | Competição  |
| ---------- | ----------------------- | --------- | -------------------- | -------- | -------- | ----------- |
| 12/12/1944 | UF Comércio e Indústria | 1-14      | FC Barreirense       | Setúbal  | Portugal | IIª Divisão |
| 10/05/1942 | FC Barreirense          | 11-1      | Vitória SC Guimarães | Barreiro | Portugal | Iª Divisão  |
| 1947       | FC Barreirense          | 10-0      | Palmelense FC        | Barreiro | Portugal | IIª Divisão |
| 1947       | FC Barreirense          | 10-1      | G. União S. Montemor | Barreiro | Portugal | IIª Divisão |

- Algumas "chuva de golos" em jogos oficiais do FC Barreirense:
| Data       | Visitado          | Resultado | Visitante       | Cidade   | País     | Competição             |
| ---------- | ----------------- | --------- | --------------- | -------- | -------- | ---------------------- |
| 06/03/1927 | FC Barreirense    | 9-4*      | SC Olhanense    | Lisboa   | Portugal | Campeonato de Portugal |
| 16/05/1954 | Lusitano GC Évora | 6-4       | FC Barreirense  | Évora    | Portugal | Iª Divisão             |
| 20/05/2001 | FC Barreirense    | 7-4       | Portimonense SC | Barreiro | Portugal | IIª Divisão B          |

* jogo disputado no Campo da Palhavã em Lisboa. Primeiro jogo do FC Barreirense numa competição oficial nacional (Campeonato de Portugal).

### Breve História

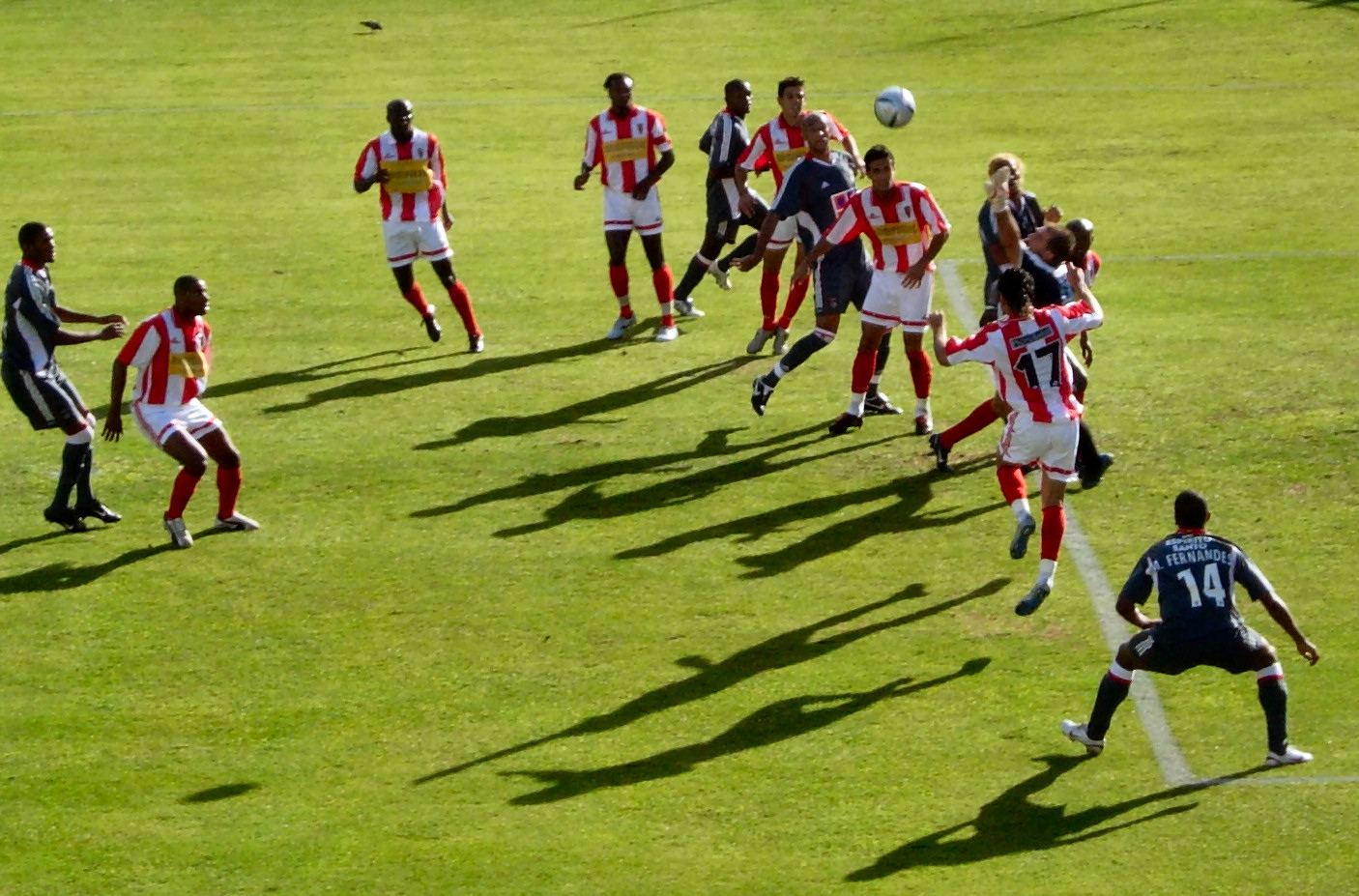
Amigável entre FC Barreirense e SL Benfica em 2005

O futebol enraizou-se no Barreiro nos primeiros anos do século XX onde se constituíram o Sport Club Barreirense, o Sport Luso Barreirense e outros clubes de menor projecção. Poucos anos depois, um grupo de aprendizes das oficinas Gerais dos Caminhos de Ferro do Sul e Sueste fundaram uma agremiação a que deram o nome de Sport Recreativo Operário Barreirense.
Pouco a pouco, o Sport Recreativo Operário Barreirense foi crescendo e, beneficiando da extinção de outras colectividades congéneres, foi sempre aumentando o número de associados. No entanto, dificuldades de vária espécie nomeadamente de ordem financeira levaram o Sport Barreirense, a proceder a uma profunda reorganização interna e então, em Assembleia Geral realizada em 11 de Abril de 1911 decidiu que do ‘velho’ Sport Recreativo Operário Barreirense nascesse o Foot-Ball Club Barreirense.
A nova colectividade viria a traçar um caminho de excelência no panorama desportivo português, não só elevando o nome da cidade a todos os cantos do país como também constituindo-se como um viveiro de grandes jogadores que muito enriqueceriam o FC Barreirense e aos quais ficaram reservadas carreiras brilhantes, que enchem de orgulho o clube e todos os barreirenses.
O futebol do clube passou por muitos momentos marcantes dos quais se podem destacar as subidas à Iª Divisão e as várias vitórias sobre os grandes em pleno Estádio D. Manuel de Mello. A vitória por 3-0, no Barreiro, contra o SL Benfica de Mário Coluna e José Águas em Novembro de 1954 ficou na história do clube. Há quem se lembre inclusivamente de Artur Agostinho, famoso locutor de rádio da época, ter denominado nesse dia o FC Barreirense de “glorioso”. Também a vitória por 4-0 contra o FC Porto em Março de 1953 tinha ficado escrita na história do clube. Alguns anos antes, em 1933, já o FC Barreirense tinha derrotado o Sporting CP por 5-1, num jogo a contar para o Campeonato de Lisboa. Em 2020, o FC Barreirense além de ser o 16° clube com mais participações no máximo escalão do futebol português, é ainda o 14° com mais participações na Taça de Portugal e o 6° clube com melhor performance no extinto Campeonato de Portugal.
No entanto, foi na época 1969/1970 que o FC Barreirense conseguiu a sua melhor classificação de sempre no Nacional da Iª Divisão, alcançando o 4º lugar com 28 pontos (11 vitórias, 6 empates e 9 derrotas com 42 golos marcados e 33 sofridos), apenas atrás do Sporting CP (46 pontos), SL Benfica (38 pontos) e Vitória de Setúbal (36 pontos), e claramente à frente do FC Porto (9° classificado com 22 pontos). Destaque maior então para essa equipa treinada por Manuel Oliveira, e com o plantel composto por: Manuel Bento, Artur Serra, Alfredo Bandeira, Patrício, Luís Mira, José João, Valter Costa, José Carlos, Rogério Delgadinho, Francisco Candeias, João Carlos, Chico Bolota, João Cepeda, Serafim de Oliveira, João de Almeida, Malagueta, Carlos Azevedo, António Aleixo, Canário, José Farias e Henrique Câmpora. A melhor classificação de sempre e o apuramento para as competições europeias ficaram seladas no dia 19 de Abril de 1970 numa vitória por 0-1 contra o CF Belenenses no Estádio do Restelo.
No ano seguinte, o clube representou o país na prestigiada competição europeia, Taça das Cidades com Feiras (ver também Lista de participações nas competições europeias de clubes portugueses de futebol). Comandado pelo treinador brasileiro Edsel Fernandes e com um plantel com jogadores como Manuel Bento, Artur Serra, Alfredo Bandeira, João de Almeida, Francisco Candeias, José João, José Carlos, Henrique Câmpora, Valter Costa, João Carlos, Serafim de Oliveira, Nelinho, Luis Mira, José Murraças e Rogério Delgadinho, o FC Barreirense foi, apesar de tudo, eliminado na 1ª ronda da Taça das Cidades com Feiras pelo GNK Dinamo Zagreb. O FC Barreirense venceu o GNK Dinamo Zagreb por 2-0 com golos de Serafim e Henrique Câmpora, num jogo arbitrado pelo francês Georges Uhlén. Esta partida relativa à primeira mão da eliminatória foi disputada no Estádio D. Manuel de Mello no Barreiro e teve início às 17:45 horas do dia 16 de Setembro de 1970 com 4.700 espectadores nas bancadas. No entanto, segundo rezam as crónicas da época, o jogo da segunda mão efectuado em Zagreb na antiga Jugoslávia (actualmente Zagreb é a capital da Croácia) realizado a 30 de Setembro de 1970, contou com uma arbitragem demasiado caseira do alemão Helmut Bader que não permitiu o apuramento da equipa lusa para a fase seguinte da competição. O GNK Dinamo Zagreb derrotou o FC Barreirense por 6-1, tendo o golo de honra dos alvi-rubros sido marcado por Henrique Câmpora. Refira-se que, perante os 9.300 espectadores presentes no Estádio Maksimir em Zagreb, o FC Barreirense vencia ao intervalo por 0-1.
De acordo com o jornal "O Barreirense", o FC Barreirense realizou em Junho 1953 uma digressão de final de época à Alemanha e Sarre (passando eventualmente pela Suíça e França), tendo efectuado 7 jogos amigáveis. No inicio da década de 70, o FC Barreirense terá igualmente realizado algumas digressões na antiga província ultramarina portuguesa de Moçambique. A 14 de Junho de 1974, o FC Barreirense defrontou em Vila Pery (Moçambique) a equipa do GDR Texáfrica (Chimoio). O FC Barreirense defrontou igualmente a equipa do Ferroviário de Lourenço Marques no Estádio da Machava e a Selecção de Lourenço Marques em 1971. A título de curiosidade refira-se que o FC Barreirense chegou a realizar outros jogos internacionais amigáveis nos anos 80, nomeadamente na temporada 1988/1989, quando defrontou o Brighton & Hove Albion FC de Inglaterra por duas vezes a contar para a Taça Aliança. No primeiro jogo perdeu por 0-2 no Estádio Alfredo da Silva no Barreiro, mas venceu por 3-1 (ou 3-0) no Estádio do CF Estrela da Amadora na final do torneio, conquistando a Taça Aliança. Sempre nos anos 80, a equipa sénior do FC Barreirense defrontou por duas vezes, no Estádio D. Manuel de Mello no Barreiro, a Seleção Nacional de Juniores de Portugal comandada por José Augusto e Carlos Queiroz e onde prontificavam nomes como Vítor Baía. Os jogos terminaram com uma vitória alvi-rubra por 2-0 em 1982/1983, e um empate 2-2 em 1986/1987.  De seguida apresenta-se uma lista de alguns jogos amigáveis internacionais realizados pela equipa do FC Barreirense durante a sua história. Seguramente, outros jogos ficam por contar. A aventura internacional do FC Barreirense iniciou-se a 1 de Dezembro de 1923, quando derrotou no Barreiro o Real Union Huelva de Espanha por 2-0.
| Data       | Visitado                           | Resultado | Visitante                 | Cidade                   | País                |
| ---------- | ---------------------------------- | --------- | ------------------------- | ------------------------ | ------------------- |
| 01/12/1923 | FC Barreirense                     | 2-0       | Real Union Huelva         | Barreiro                 | Portugal            |
| 03/12/1923 | FC Barreirense                     | 5-1       | Real Union Huelva         | Barreiro                 | Portugal            |
| 02/07/1924 | FC Barreirense                     | 7-1       | Titán FC Huelva           | Barreiro                 | Portugal            |
| 03/07/1924 | FC Barreirense                     | 3-1       | Titán FC Huelva           | Barreiro                 | Portugal            |
| 16/04/1928 | Real Bétis Balompié                | 4-4       | FC Barreirense            | Sevilha                  | Espanha             |
| 01/01/1931 | FC Barreirense                     | 4-3       | SK Meteor Praha VIII      | Barreiro                 | Portugal            |
| 07/09/1931 | Real Bétis Balompié                | 2-4       | FC Barreirense            | Ayamonte                 | Espanha             |
| 09/09/1931 | "Bétis / Sevilla XI"               | 4-1       | FC Barreirense            | Ayamonte                 | Espanha             |
| 03/06/1953 | FC Bad Wörishofen                  | 0-4       | FC Barreirense            | Bad Wörishofen           | Alemanha            |
| 04/06/1953 | FC Bayern München                  | 6-1       | FC Barreirense            | Munique                  | Alemanha            |
| 10/06/1953 | Freiburger FC                      | 4-1       | FC Barreirense            | Friburgo                 | Alemanha            |
| 13/06/1953 | 1. FC Saarbrücken                  | 1-1       | FC Barreirense            | Saarbrücken              | Sarre (protetorado) |
| 17/06/1953 | SV Werder Bremen                   | 2-1       | FC Barreirense            | Bremen                   | Alemanha            |
| 20/06/1953 | VfB Oldenburg                      | 2-2       | FC Barreirense            | Oldenburgo               | Alemanha            |
| 21/06/1953 | "Rheydt XI"                        | 2-3       | FC Barreirense            | Rheydt                   | Alemanha            |
| 29/08/1957 | UD Tavernes de la Valldigna        | 3-7       | FC Barreirense            | Tavernes de la Valldigna | Espanha             |
| 01/09/1957 | CD Condal                          | 5-1       | FC Barreirense            | Barcelona                | Espanha             |
| 03/09/1957 | Elche CF                           | 3-1       | FC Barreirense            | Elche                    | Espanha             |
| 04/09/1957 | UB Conquense                       | 1-3       | FC Barreirense            | Cuenca                   | Espanha             |
| 28/08/1958 | Córdoba CF                         | 3-2       | FC Barreirense            | Córdoba                  | Espanha             |
| 31/08/1958 | Calvo Sotelo CF                    | 2-4       | FC Barreirense            | Puertollano              | Espanha             |
| 01/09/1958 | Linares CF                         | 1-1       | FC Barreirense            | Linares                  | Espanha             |
| 05/09/1958 | Alcázar CF                         | 4-1       | FC Barreirense            | Alcázar de San Juan      | Espanha             |
| 07/09/1958 | CD Eldense                         | 1-1       | FC Barreirense            | Elda                     | Espanha             |
| 04/09/1962 | Sevilla Atlético C. (Sevilla FC B) | 5-0       | FC Barreirense            | Sevilha                  | Espanha             |
| 07/09/1962 | UD Melilla                         | 2-1       | FC Barreirense            | Melilla                  | Espanha             |
| 08/09/1962 | Club Deportivo Málaga              | 2-0       | FC Barreirense            | Melilla                  | Espanha             |
| 29/08/1965 | Granada CF                         | 4-0       | FC Barreirense            | Granada                  | Espanha             |
| ??/07/1988 | FC Barreirense                     | 0-2       | Brighton & Hove Albion FC | Barreiro                 | Portugal            |
| ??/0?/1988 | FC Barreirense                     | 3-1       | Brighton & Hove Albion FC | Amadora                  | Portugal            |

Totais: 30 Jogos; 12 Vitórias; 5 Empates; 13 Derrotas; 68 Golos Marcados; 72 Golos Sofridos.
(ver também Palmarés nacional de clubes portugueses de futebol e Lista de vencedores de provas portuguesas de futebol por época)

### Jogadores com História
O FC Barreirense ficou conhecido como um viveiro de jovens jogadores que, após se formarem no clube, desenvolveram carreiras impressionantes ao serviço dos maiores clubes portugueses e da selecção nacional. Em particular, o SL Benfica foi quem mais aproveitou este viveiro de grandes talentos chegando a ter em campo, no início dos anos 80, sete jogadores com passagem pelo FC Barreirense. O maior exemplo desde viveiro foi talvez José Augusto, formado no FC Barreirense e que se sagrou bicampeão europeu nos anos 60, ganhando duas UEFA Champions League ao serviço do SL Benfica. Mas também Manuel Bento e Fernando Chalana estão ainda hoje entre os melhores jogadores portugueses de todos os tempos. Já o jogador internacional brasileiro Nelinho, com passagem no FC Barreirense em 1970, venceu a Taça Libertadores da América em 1976 ao serviço do clube brasileiro Cruzeiro EC. Além de vários antigos jogadores do clube se terem vindo a sagrar campeões nacionais em Portugal, o internacional romeno Iosif Fabian ao serviço do Torino FC em 1947/1948 (foi o único estrangeiro nessa época na equipa do Grande Torino) e João Cancelo com a camisola da Juventus FC na época 2018/2019 foram dois ex-barreirenses que conquistaram o campeonato italiano da Série A. Nas temporadas 2020/2021, 2021/2022 e 2022/2023 João Cancelo voltou a ganhar um dos campeonatos mais importantes da Europa: a Premier League ao serviço do Manchester City FC. Em 2022/2023 João Cancelo venceu igualmente a Bundesliga ao serviço do FC Bayern München, clube que representou por emprestimo na segunda metade da temporada. Fernando Chalana sagrou-se campeão francês em 1984/1985 e 1986/1987 ao servico do FC Girondins Bordeaux. Por sua vez, Paulo Fonseca (actual treinador do AC Milan) tornou-se tricampeão da Ucrânia, na qualidade de treinador do FK Shakhtar Donetsk. Mas não só os jogadores que posteriormente representaram os grandes clubes construíram a história deste clube. A próxima lista (que peca por escassa) pretende homenagear vários jogadores que passaram pelo FC Barreirense, apresentando apenas alguns dos jogadores que mais se destacaram nessa passagem:

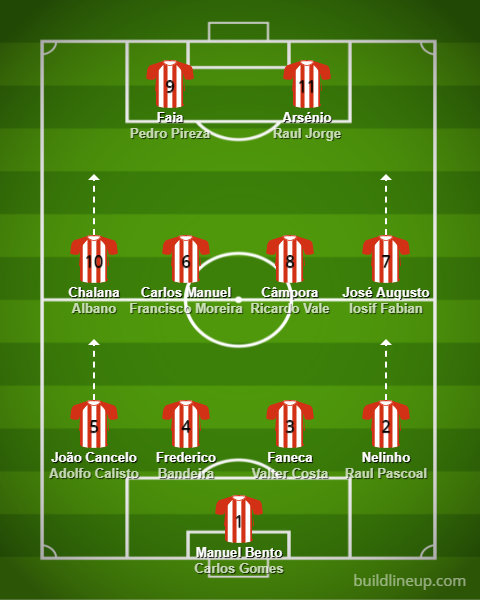
Possível melhor 11 de todos os tempos de jogadores que passaram pelo FC Barreirense.

Adelino Nunes, Adolfo Calisto, Albano, Alfredo Bandeira, Álvaro Pina, Ángel Oñoro, António Pinto, Araújo, Armando Ferreira, Arnaldo da Silva, Arsénio, Artur Quaresma, Artur Serra, Bráulio Garcia, Carlos António Gomes, Carlos Manuel, Constantino Silva, Custódio Coelho, Décio Mendonça, Eduardo Reis Casaca, Fernando Chalana, Fernando Faneca, Francisco Câmara, Francisco Correia, Francisco Moreira, Francisco Silva, Frederico Rosa, Henrique Câmpora, Hugo Cunha, Iosif Fabian, João Azevedo, João Balugas, João Cancelo, João Carlos, João de Almeida, João Faia, Jorge Ferreira, José Augusto, José João, Jorge Martins, José Farias, José Ludovico, José Luís, José Nogueira "Roleta", José Testas, Lança, Luís Mira, Luís Vasques, Manuel Bento, Mário Pacheco Nobre, Mascarenhas, Nelinho, Neno, Patrício, Paulo Fonseca, Paulo Lopes, Pedro Pireza, Praia, Ramón Moyano, Raul Jorge, Raul Pascoal, Ricardo Vale, Rogério Contreiras, Serafim de Oliveira, Silvino Preto, Valter Costa, entre muitos outros.
Top-10 de Jogadores com mais jogos no FC Barreirense na Iª Divisão:
1° Fernando Faneca (198 Jogos); 2° Alfredo Bandeira (179 Jogos); 3° Silvino Preto (162 Jogos); 4° Luís Mira (161 Jogos); 5° Luís Vasques (155 Jogos); 6° José João (154 Jogos); 7° João Faia (148 Jogos e Melhor Marcador do FC Barreirense na Iª Divisão com 72 golos): 8° Francisco Correia (146 Jogos); 9° António Pinto (143 Jogos); 10° Ricardo Vale (131 Jogos).
Outros Jogadores:
Amadeu, Bailão, Bruno Costa, Bruno Severino, Carlos Monzelo, David Martins, Duka, Edinho, Gonçalo Silva, João de Deus, João Marques, João Nuno, José Pedro, Kali, Marco Bicho, Marco Soares, Pedro Duarte, Rúben Vinagre, Rui Pedro, Rui Farinha, Vasco Campos, Vasco Firmino.

#### Barreirenses em Mundiais, Europeus, Copas América e Jogos Olímpicos
Foram vários os jogadores internacionais que representaram o FC Barreirense. Além de Nelinho que foi internacional pelo  Brasil, de Ramón Moyano que jogou na seleção da  Argentina, e de Iosif Fabian internacional pela selecção da  Roménia (apesar de ser húngaro de nascença), foram pelo menos 26 os jogadores com passagem no FC Barreirense que representaram a selecção de  Portugal (Manuel Bento (63J/0G), João Cancelo (58J/10G em actividade), José Augusto (45J/10G), Carlos Manuel (42J/8G), Fernando Chalana (27J/2G), Adelino Nunes (20J/4G), Frederico Rosa (18J/5G), Carlos António Gomes (18J/0G), João Azevedo (17J/0G), Albano (15J/3G), Adolfo Calisto (15J/1G), Neno (9J/0G), Francisco Moreira (7J/1G), Edinho (6J/2G), Raul Jorge (5J/0G), Armando Ferreira (5J/0G), Artur Quaresma (4J/0G), Jorge Ferreira (4J/0G), Arsénio (2J/0G), Pedro Pireza (2J/0G), Joaquim Murça (2J/0G), Valter Costa (1J/0G),  Arnaldo da Silva (1J/0G), Álvaro Pina (1J/0G), Mário Pacheco Nobre (1J/0G) e Jorge Martins (0J/0G)). Mais recentemente, Amir Abedzadeh e Duane Muckette representaram respectivamente as seleções do  Irão e de  Trinidad e Tobago. Também vários ex-barreirenses representaram todas as selecções dos PALOP ( Angola,  Cabo Verde,  São Tomé e Príncipe,  Guiné-Bissau e  Moçambique). Mas apenas alguns destes excelentes atletas chegaram a disputar a fase final de um grande torneio de selecções.
Nos Jogos Olímpicos de 1928 em Amesterdão nos  Países Baixos, Raul Jorge foi convocado para representar Portugal, não tendo porém efectuado qualquer jogo no torneio.
Foi em 1966 em  Inglaterra, na primeira participação portuguesa num Mundial, que José Augusto, representando o SL Benfica, mostrou o seu futebol, dignificando as cores alvi-rubras do clube que o tornou conhecido para o futebol. José Augusto, participou nos seis jogos de Portugal no Mundial 1966, tendo apontado três golos, um dos quais no épico jogo dos quartos de final, contra a Coreia do Norte, onde a seleção nacional virou o jogo de 0-3, para 5-3. José Augusto apontou o golo dos 5-3, sendo os restantes quatro da autoria do ‘rei’ Eusébio. A selecção de Portugal alcançou o terceiro lugar na prova, a melhor classificação de sempre da seleção nacional até aos dias de hoje.
No Mundial 1974 realizado na  Alemanha, o FC Barreirense teve em Nelinho o seu representante, dado ter passado pelo clube na época 1970/1971, aos 20 anos de idade. A selecção do Brasil acabou o Mundial em 4º lugar e Nelinho alinhou a titular em 3 dos 6 jogos disputados pela seleção brasileira.
Em 1975, Nelinho (jogador do Cruzeiro EC entre 1973 e 1982) voltou a representar o Brasil na Copa América 1975. O antigo jogador do FC Barreirense participou em 6 jogos tendo efectuado 3 golos. A seleção brasileira chegou às meias-finais da competição.
No Mundial 1978 na  Argentina, Nelinho esteve novamente presente. Para um jogador da defesa, Nelinho foi considerado o mais eficiente e moderno lateral direito do futebol brasileiro de todos os tempos. Participou em 4 dos 7 jogos do Brasil, dando um grande contributo para a conquista de um honroso 3º lugar. Nelinho apontou dois golos na competição.
Na Copa América de 1979, Nelinho foi convocado para alguns jogos da seleção do Brasil, mas não participou em qualquer jogo.
No Campeonato Europeu de Futebol de 1984 realizado em  França, estiveram presentes 4 ex-barreirenses: Manuel Bento (SL Benfica), Jorge Martins (Vitória FC Setúbal), Fernando Chalana (SL Benfica) e Carlos Manuel (SL Benfica). A seleção de Portugal alcançou brilhantemente as meias-finais da competição com Manuel Bento (4 jogos), Fernando Chalana (4 jogos) e Carlos Manuel (3 jogos) em grande destaque. Manuel Bento jogou de 1966 a 1972 e foi campeão nacional da IIª Divisão por duas vezes ao serviço do FC Barreirense. Com 63 internacionalizações, Manuel Bento é ainda hoje um dos jogadores portugueses mais internacionais de sempre. Carlos Manuel que brilhou no FC Barreirense na Iª Divisão (época 1978/1979), era apelidado como a “Locomotiva”, tendo chamado a atenção do SL Benfica, que não perdeu pela demora e adquiriu o seu passe. Por sua vez, Fernando Chalana também apelidado como "O Pequeno Genial" ou "Chalanix", realizou apenas 6 jogos na equipa sénior do  FC Barreirense na temporada 1974/1975 (ainda com idade de juvenil!), tendo sido de imediato transferido para o SL Benfica.
Para o Mundial 1986 que decorreu no  México, José Torres voltou a convocou 4 ex-barreirenses. Desta feita: Manuel Bento (SL Benfica), Jorge Martins (CF Belenenses), Frederico (Boavista FC) e Carlos Manuel (SL Benfica). A participação da seleção de Portugal ficou marcada pelo caso Saltillo e pela grave lesão de Manuel Bento num treino, que não permitam à equipa passar da fase de grupos. Ainda assim, Manuel Bento (1 jogo), Carlos Manuel (3 jogos e 1 golo) e Frederico (3 jogos) foram pedras basilares da seleção nacional. Recorde-se que Frederico e Jorge Martins passaram pelo FC Barreirense no final dos anos 70.
O Mundial 2006 na  Alemanha é o primeiro, no qual o FC Barreirense coloca jogadores que actuam no clube à data da competição. Kali e Marco Airosa, foram convocados para a selecção nacional de Angola, graças às boas prestações na Liga de Honra com a camisola alvi-rubra. O FC Barreirense consegue ser o segundo clube português que mais jogadores colocou no Campeonato do Mundo (em igualdade com Varzim SC e FC Porto, apenas atrás do SL Benfica). Marco Airosa não saiu do banco de suplentes, enquanto Kali foi titular nos três jogos, cotando-se como dos mais regulares da sua selecção. Tal prestação valeu-lhe a transferência para o FC Sion clube da primeira divisão da Suíça.
Já no Mundial 2018 na  Rússia, o guarda-redes Amir Abedzadeh (CS Marítimo) com passagem no FC Barreirense entre 2016 e 2017, fez parte da selecção do Irão, não tendo porém efectuado qualquer jogo.
Amir Abedzadeh (CS Marítimo) esteve ainda presente na Taça Asiatica 2019 disputada nos Emirados Árabes Unidos, sem ter disputado nenhuma partida.
João Cancelo (Manchester City FC) foi convocado para o Euro 2020 disputado em 11 países da  Europa, mas foi forçado a abandonar o estágio da selecção nacional poucos dias antes da estreia na competição, devido ao facto de ter testado positivo à COVID-19.
Alícia Correia (Sporting CP) com passagem na formação do FC Barreirense, foi convocada para o Europeu de Futebol Feminino 2022 que se disputou em   Inglaterra, nao tendo porém participado em nenhuma partida.
O Mundial 2022 no  Catar contou com a presença de dois ex-barreirenses. Amir Abedzadeh (SD Ponferradina) voltou a ser convocado para a selecção do Irão, não tendo participado em nenhuma partida. Por sua vez, João Cancelo (Manchester City FC) pode finalmente estrear-se numa grande competição de seleções. João Cancelo disputou 4 jogos da caminhada da seleção de Portugal até aos quartos de final da prova.
João Cancelo (FC Barcelona) voltou a marcar presença na equipa portuguesa no Euro 2024 disputado na  Alemanha, tendo novamente disputado 4 jogos até aos quartos de final da competição.

### .Passado Recente
Últimas Classificações:
| Época/Escalão | Nível 1: Iª Divisão Nacional Iª Liga | Nível 2: IIª Divisão Nacional Liga de Honra IIª Liga | Nível 3: IIª Divisão B Z. Sul C. N. Séniores Camp. Portugal Liga 3 | Nível 4: IIIª Divisão Nacional C. N. Séniores Camp. Portugal | Nível 5/4: Iª Divisão Distrital AF Setúbal |
| ------------- | ------------------------------------ | ---------------------------------------------------- | ------------------------------------------------------------------ | ------------------------------------------------------------ | ------------------------------------------ |
| 1997/1998     |                                      |                                                      | 5º                                                                 |                                                              |                                            |
| 1998/1999     |                                      |                                                      | 2º                                                                 |                                                              |                                            |
| 1999/2000     |                                      |                                                      | 5º                                                                 |                                                              |                                            |
| 2000/2001     |                                      |                                                      | 3º                                                                 |                                                              |                                            |
| 2001/2002     |                                      |                                                      | 7º                                                                 |                                                              |                                            |
| 2002/2003     |                                      |                                                      | 5º                                                                 |                                                              |                                            |
| 2003/2004     |                                      |                                                      | 2º                                                                 |                                                              |                                            |
| 2004/2005     |                                      |                                                      | 1º                                                                 |                                                              |                                            |
| 2005/2006     |                                      | 15º                                                  |                                                                    |                                                              |                                            |
| 2006/2007     |                                      |                                                      | 13º                                                                |                                                              |                                            |
| 2007/2008     |                                      |                                                      |                                                                    | 4º (F)                                                       |                                            |
| 2008/2009     |                                      |                                                      |                                                                    | 11º (F)                                                      |                                            |
| 2009/2010     |                                      |                                                      |                                                                    |                                                              | 8º                                         |
| 2010/2011     |                                      |                                                      |                                                                    |                                                              | 3º                                         |
| 2011/2012     |                                      |                                                      |                                                                    |                                                              | 1º                                         |
| 2012/2013     |                                      |                                                      |                                                                    | 3º (E)                                                       |                                            |
| 2013/2014     |                                      |                                                      | 8º (H/H)                                                           | 8º (H/H)                                                     |                                            |
| 2014/2015     |                                      |                                                      |                                                                    |                                                              | 1º                                         |
| 2015/2016     |                                      |                                                      | 4º (H/H)                                                           | 4º (H/H)                                                     |                                            |
| 2016/2017     |                                      |                                                      | 8º (G/H)                                                           | 8º (G/H)                                                     |                                            |
| 2017/2018     |                                      |                                                      |                                                                    |                                                              | 2º                                         |
| 2018/2019     |                                      |                                                      |                                                                    |                                                              | 4º                                         |
| 2019/2020     |                                      |                                                      |                                                                    |                                                              | 2º*                                        |
| 2020/2021     |                                      |                                                      |                                                                    |                                                              | 1º                                         |
| 2021/2022     |                                      |                                                      |                                                                    | 9º (F) / 3º (S11)                                            |                                            |
| 2022/2023     |                                      |                                                      |                                                                    |                                                              | 1º                                         |
| 2023/2024     |                                      |                                                      |                                                                    | 7° (D)                                                       |                                            |
| 2024/2025     |                                      |                                                      |                                                                    | ...                                                          |                                            |

* A época 2019/2020 foi anulada devido à pandemia COVID-19. Após a realização de 18 das 30 jornadas previstas, o FC Barreirense encontrava-se em 2° lugar.

No futebol, a partir da década de 90, o clube fixa-se ao nível da IIª Divisão B, contando sempre com equipas fortes e competitivas que lutaram sempre pelos primeiros lugares da classificação. Nas temporadas 1998/1999 e 2003/2004, o FC Barreirense conta com equipas particularmente fortes que falharam por muito pouco a subida de divisão, numa acesa luta com Imortal DC e SC Olhanense, respectivamente. No entanto, estas épocas são ainda recordadas de forma muito positiva pelos adeptos do clube tal como as vitórias caseiras frente aos directos rivais: FC Barreirense 4-0 Imortal DC, a 24 de Janeiro de 1999, e FC Barreirense 1-0 SC Olhanense, a 8 de Fevereiro de 2004, esta com lotação esgotada no estádio. Também o jogo FC Barreirense 2-1 AD Machico de 7 de Fevereiro de 1999 e o jogo FC Barreirense 1-0 Clube Oriental de Lisboa realizado a 23 de Maio de 1999 ficaram na memória dos barreirenses.
Outra nota de destaque vai para o dia 20 de Maio de 2001, na penúltima jornada do campeonato, onde o FC Barreirense (já com o 3º lugar garantido) recebeu o Portimonense SC à data já campeão da IIª Divisão B Zona Sul. Sem nada a perder, ambas as equipas apresentaram um jogo de grande qualidade ofensiva que culminou uma vitória do FC Barreirense por 7-4. Um grande espectáculo de futebol!
A 28 de Maio de 2005, o FC Barreirense, treinado por Daúto Faquirá consegue, enfim, a tão desejada subida à Liga de Honra organizada pela Liga Portuguesa de Futebol Profissional. Na última jornada, disputada no Estádio D. Manuel de Mello, o FC Barreirense estava obrigado a vencer o C. União Micaelense, dos Açores, para efectivar a subida, classificando-se acima do mais directo rival, o CD Pinhalnovense. O FC Barreirense venceu o jogo por 2-1 e a subida tornou-se realidade.

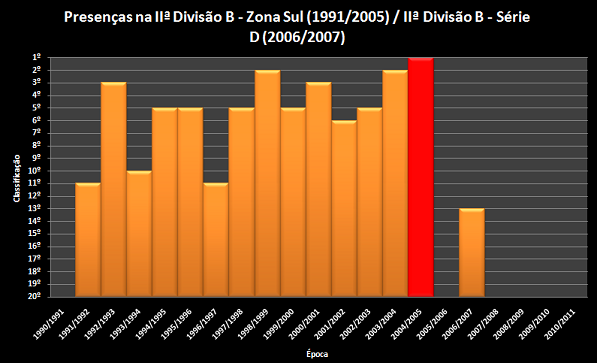
Classificações do FC Barreirense na 2ª Divisão B - Zona Sul

Entretanto, essencialmente devido a questões financeiras, o clube desceu logo de seguida até à IIIª Divisão Nacional e, posteriormente à Iª Divisão Distrital da Associação de Futebol de Setúbal, tendo contudo regressado à IIIª Divisão Nacional na temporada 2012/2013 e à IIª Divisão na temporada 2013/2014, após duas promoções consecutivas. Deve referir-se, no entanto, que durante este período o clube alcançou um feito digno de registo na sua formação: em 2010/2011 a equipa de Juvenis (ou Juniores B) do FC Barreirense treinada por José Meireles e dirigida por José Carrilho qualifica-se para a segunda fase do respectivo Campeonato Nacional da 1ª Divisão, na qual se encontram as 16 melhores equipas de Portugal. Nessa fase, o clube alcança o seu melhor resultado de sempre num escalão de formação, ou seja, o 2º lugar na sua série de 4 equipas à frente do CD Nacional e da AD Oeiras e apenas atrás do gigante SL Benfica (com jogadores como Bruno Varela, João Cancelo, Bernardo Silva, Ricardo Horta, Rony Lopes ou Hélder Costa, treinados por Bruno Lage). De resto, o jogo contra o SL Benfica no Benfica Campus fica na história do clube por ter sido o primeiro a ter transmissão televisiva em direto, através da Benfica TV.
Na temporada 2013/2014, o FC Barreirense participa na primeira edição do Campeonato Nacional de Seniores, que agregou as antigas IIª e IIIª Divisão Nacional. O clube acaba por classificar-se em 8° lugar na Série H (tendo disputado a fase de manutenção na 2ª fase da prova). Tal classificação obrigou o clube a disputar um derradeiro play-off para a assegurar a manutenção neste escalão contra a equipa do Juventude de Pedras Salgadas. Duas derrotas em ambas as mãos ditaram a descida à Iª Divisão Distrital da Associação de Futebol de Setúbal que se disputou na temporada 2014/2015. Em 2015/2016, o FC Barreirense voltou aos campeonatos nacionais para disputar o renominado Campeonato de Portugal Prio. O FC Barreirense acabou por realizar uma temporada tranquila garantido a manutenção. No entanto, o clube desceu na época seguinte aos distritais, onde se manteve até à temporada 2020/2021. Num campeonato distrital reduzido a uma volta devido à pandemia COVID-19, o FC Barreirense voltou a ser campeão e garantiu a participação no Campeonato de Portugal em 2021/2022. A temporada 2021/2022 acabou por não correr da melhor forma, e o FC Barreirense voltou a ser despromovido aos campeonatos distritais, depois de ter empatado de forma dramática no último jogo da época contra o FC Serpa por 2-2. O FC Barreirense marcou o golo do 1-2 (que garantiria a permanência) aos 93 minutos, mas na última jogada do encontro, o FC Serpa conseguiu chegar ao empate.

#### Último Jogo Oficial com um "Grande"
FC Barreirense 0-1 Sporting CP, jogo a contar para a Taça de Portugal. Foi num ambiente de euforia, que, no dia 29 de Novembro de 1992, o FC Barreirense treinado por Luís Norton de Matos, recebeu o Sporting CP de Bobby Robson (coadjuvado por Manuel Fernandes e José Mourinho) recheado de estrelas, como Luís Figo, Krasimir Balakov, Valcx, Emílio Peixe, Jorge Cadete, e quase conseguiu vencer a partida.
O Sporting CP teve de trabalhar muito no Estádio D. Manuel de Mello, diante do FC Barreirense, para chegar à vitória por 0-1, golo de Jorge Cadete a três minutos do final de um jogo da Taça de Portugal que chegou a empolgar, pela luta que se travou no campo. O FC Barreirense teve inclusivamente três oportunidades flagrantes de golo através de Alfredo, Torró (bola na barra) e Delgado que poderiam ter mudado o rumo do jogo, se tivessem sido concretizadas. Milhares de barreirenses e sportinguistas que encheram o velhinho estádio, puderam reviver momentos altos do futebol nacional.
O Estádio D. Manuel de Mello reviveu o passado, apresentando-se com uma excelente ‘moldura humana’, que o lotou. O jogo prometia: previa-se o natural ‘agigantamento’ do FC Barreirense perante um dos ‘grandes’. E foi isso que aconteceu, prendendo o público até aos derradeiros instantes, altura em que se inaugurou o marcador, proporcionando ao Sporting CP uma dificílima vitória.
Recorde-se que o último jogo amigável do FC Barreirense contra um grande, ocorreu a 27 de Julho de 2005 contra o SL Benfica de Luisão, Simão Sabrosa e Nuno Gomes, treinado por Ronald Koeman. O SL Benfica venceu no Estádio D. Manuel de Mello por 0-1, com um grande golo de Petit.

### Futebol Feminino
O FC Barreirense inscreveu pela primeira vez na sua história uma equipa de futebol feminino na temporada 2017/2018 na IIª Divisão Nacional. A equipa, comandada pelo antigo atleta do clube Luís Costa, terminou em 8° da Série F, tendo alcançado a 2ª eliminatória da Taça de Portugal. Em 2018/2019, a equipa feminina do FC Barreirense alcançou o 7° lugar na Série E do Campeonato Nacional II Divisão Feminino repetindo a presença na 2ª eliminatória da Taça de Portugal. A época 2019/2020 acabou por ser anulada devido à pandemia COVID-19. No entanto, a equipa do FC Barreirense terminou a 1ª Fase da Série G do campeonato da IIª Divisão em 6° lugar (7 participantes).
Na temporada 2022/2023 a equipa alcançou pela primeira vez na sua história os oitavos de final da Taça de Portugal.
Últimas Classificações:
| Escalão               | 17/18 | 18/19 | 19/20 | 20/21 | 21/22           | 22/23                | 23/24  | 24/25 |
| --------------------- | ----- | ----- | ----- | ----- | --------------- | -------------------- | ------ | ----- |
| Iª Divisão Nacional   |       |       |       |       |                 |                      |        |       |
| IIª Divisão Nacional  | 8°(F) | 7°(E) | 6°(G) |       |                 | 5°(M. Sul) / 9°(Sul) |        |       |
| IIIª Divisão Nacional | n. e. | n. e. | n. e. | 5°(G) | 1°(J) / 3°(Sul) |                      | 2° (M) | ...   |

## Basquetebol

### Histórico
11 Títulos Nacionais Oficiais de Séniores
- 2 Campeonatos Nacionais da Iª Divisão (1956/1957; 1957/1958)
- 6 Taças de Portugal (1956/1957; 1959/1960; 1962/1963; 1981/1982; 1983/1984; 1984/1985)
- 3 Campeonatos Nacionais da 2ª Divisão / Proliga (1974/1975; 1988/1989; 2018/2019)

32 Títulos Nacionais Oficiais das Camadas de Formação
- 6 Campeonatos Nacionais de Sub-20 (2001/2002; 2005/2006; 2006/2007; 2008/2009; 2009/2010; 2010/2011)
- 7 Campeonatos Nacionais de Juniores (1953/1954; 1954/1955; 1955/1956; 1956/1957; 1965/1966; 1974/1975; 1976/1977)
- 6 Campeonatos Nacionais de Sub-18 (2000/2001; 2002/2003; 2003/2004; 2004/2005; 2005/2006; 2007/2008)
- 8 Campeonatos Nacionais de Sub-16 (1994/1995; 1997/1998; 1998/1999; 2001/2002; 2002/2003; 2003/2004; 2004/2005; 2007/2008)
- 2 Campeonatos Nacionais de Juvenis (1970/1971; 1975/1976)
- 1 Campeonato Nacional de Sub-14 (2015/2016)
- 2 Torneios Nacionais de Sub-14 (2002/2003 (Sul); 2005/2006)

32+? Títulos Distritais Oficiais de Séniores (Campeonato de Setúbal até 1968/1969)
- 4 Campeonatos Distritais de Lisboa (1928/1929; 1930/1931; 1931/1932; 1932/1933)
- 5 Campeonatos da Associação de Basquetebol do Barreiro (1938/1939; 1939/1940; 1940/1941; 1941/1942; 1942/1943)
- 23+? Campeonatos Distritais de Setúbal (1943/1944; 1945/1946; de 1948/1949 a 1966/1967; 1968/1969; ...; 1977/1978; ...)

Outros Títulos
- 1 Campeonato Nacional de Lance Livre - por equipas (1959/1960)

Total de Presenças nos Campeonatos Nacionais de Séniores (Campeonato Metropolitano entre 1962/1963 e 1973/1974) - 90 Edições de 1932/1933 até 2023/2024
- 59 Presenças no Campeonato Nacional de Séniores da Iª Divisão / Liga Profissional / Liga Portuguesa de Basquetebol (nível 1): 1938/1939, 1940/1941, 1948/1949 a 1969/1970, 1972/1973 a 1973/1974, 1975/1976 a 1986/1987, 1989/1990 a 1992/1993, 1993/1994 a 1994/1995 (A2*), 2000/2001 a 2011/2012, 2017/2018, 2019/2020 a 2020/2021
- 20 Presenças na Campeonato Nacional de Séniores da 2ª Divisão / Proliga (nível 2): 1943/1944 a 1945/1946, 1947/1948, 1970/1971 a 1971/1972, 1974/1975, 1987/1988 a 1988/1989, 1995/1996 a 1996/1997 (**?), 1997/1998 a 1999/2000, 2015/2016 a 2016/2017, 2018/2019, 2021/2022 a 2023/2024
- 2 Presenças no Campeonato Nacional da 1ª Divisão (nível 3): 2013/2014 a 2014/2015

*) Nas épocas 1993/1994 e 1994/1995 a Iª Divisão foi dividida em duas séries A1 (melhores equipas) e A2. O FC Barreirense participou na série A2, sendo que os participantes da série A2 disputavam algumas jornadas cruzadas com as equipas da série A1 e tinham acesso a uma pré-eliminatória de acesso aos play-off para a disputa do título de campeão nacional.
**) A partir da época 1995/1996 a Liga Profissional de Basquetebol passou a ser o principal campeonato do basquetebol português. A Iª Divisão continuou a ser disputada até 2002/2003 sendo porém a segunda competição mais importante da hierarquia do basquetebol em Portugal. Por esse motivo as participações do FC Barreirense neste período são agrupadas nesta lista no "Campeonato Nacional de Séniores da 2ª Divisão".
Nota: Não é conhecida a divisão disputada pelo FC Barreirense na época 1946/1947. Não deverá ter sido nem a 1ª nem a 2ª divisão.

Classificações do FC Barreirense na Iª Divisão do Campeonato Nacional de Séniores (53 de 59 Participações)
- Campeão - 2 (1956/1957; 1957/1958)
- 2º - 7 (1958/1959; 1960/1961; 1961/1962; 1962/1963; 1981/1982; 1982/1983; 1983/1984)
- 3º - 5 (1952/1953; 1955/1956; 1959/1960; 1984/1985; 1985/1986)
- 4º - 4 (1948/1949; 1950/1951; 1954/1955; 1975/1976)
- Meias-Finais - 1 (1938/1939)
- 5º - 2 (1972/1973; 1977/1978)
- 6º - 4 (1976/1977; 1978/1979; 2008/2009; 2011/2012)
- 7º - 5 (1949/1950; 1966/1967; 1968/1969; 1980/1981; 2003/2004)
- 8º - 2 (1991/1992; 2007/2008)
- Quartos-de-Final - 1 (1940/1941)
- 9º - 5 (1979/1980; 1989/1990; 1990/1991; 2004/2005; 2006/2007)
- 10º - 5 (1992/1993; 2000/2001; 2001/2002; 2005/2006; 2009/2010)
- 11º - 5 (1969/1970; 1973/1974; 1986/1987; 2017/2018; 2019/2020)
- 12º - 1 (2010/2011)
- 13º - 1 (2002/2003)
- 14º - 1 (2020/2021)
- 18° - 2 (1993/1994 [8° A2]; 1994/1995 [8° A2])

Notas:
As classificações apresentadas foram determinadas após as fases finais; em caso de participação nos Play-Off, a classificação final corresponde à ordem de classificação das equipas na fase regular, que foram eliminadas na mesma fase do Play-Off. As classificações finais em campeonatos disputados em duas zonas (Norte e Sul) são determinadas atráves da melhor pontuação das equipas com a mesma classificação na respectiva zona (pelo menos entre 1962/1963 até 1967/1968, excluídos os apuramentos para a fase final).
(a) Classificação de 1951/1952 por verificar: FC Barreirense classificado em 5° ou 6° lugar em função da classificação da zona Norte (não conhecida). Zona Sul: FC Barreirense: 3° lugar, 9J, 5V, 4D, 374-369, 14 Pts. (falta 1 jogo).
(b) Classificação de 1953/1954 por verificar: FC Barreirense classificado provavelmente em 5° ou 6° lugar em função da classificação da zona Norte (não conhecida). FC Barreirense terá sido 3° classificado na zona Sul, mas a pontuação não é conhecida.
(c) Classificação de 1963/1964 por verificar: FC Barreirense classificado em 3° ou 4° lugar. FC Barreirense foi o 2° classificado na zona Sul, mas a classificação da fase final está por apurar.
(d) Classificação de 1964/1965 por verificar: FC Barreirense classificado em 7° ou 8° lugar em função da classificação da zona Norte (não conhecida). Na zona Sul: FC Barreirense: 4° lugar, 14J, 8V, 6D, 22 Pts.
(e) Classificação de 1965/1966 por verificar: FC Barreirense classificado entre o 6° e o 9° lugar. Na zona Sul (não completa): FC Barreirense: 4° lugar, 13J, 6V, 7D, 663-715,19 Pts. Classificação da zona norte completa.
(f) Classificação de 1967/1968 (zona sul) por apurar: FC Barreirense classificado entre o 5° e o 8° lugar. Provavelmente terá sido 3° classificado na zona Sul. Classificação da zona norte completa.
 Participação nas Competições Europeias
- Campeonato Europeu de Clubes (actualmente Euroliga):
| Data       | Visitado           | Resultado | Visitante          | Cidade      | País     |
| ---------- | ------------------ | --------- | ------------------ | ----------- | -------- |
| 12/03/1958 | FC Barreirense     | 51-68     | Real Madrid CF     | Barreiro    | Portugal |
| 20/04/1958 | Real Madrid CF     | 86-40     | FC Barreirense     | Madrid      | Espanha  |
| 22/11/1958 | Étoile Charleville | 77-40     | FC Barreirense     | Charleville | França   |
| 23/12/1958 | FC Barreirense     | 27-63     | Étoile Charleville | Barreiro    | Portugal |

 Iª Divisão Nacional
- Poul Final de campeonatos ganhos pelo FC Barreirense:
| Época 1956/1957         | Época 1956/1957 | Época 1956/1957 | Época 1956/1957 | Época 1956/1957 | Época 1956/1957 | Época 1956/1957 | Época 1957/1958         | Época 1957/1958 | Época 1957/1958 | Época 1957/1958 | Época 1957/1958 | Época 1957/1958 | Época 1957/1958 |
| #                       | J               | V               | E               | D               | Pontos          | P               | #                       | J               | V               | E               | D               | Pontos          | P               |
| ----------------------- | --------------- | --------------- | --------------- | --------------- | --------------- | --------------- | ----------------------- | --------------- | --------------- | --------------- | --------------- | --------------- | --------------- |
| 1° FC Barreirense       | 14              | 10              | 2               | 2               | 780-579         | 36              | 1° FC Barreirense       | 10              | 8               | 0               | 2               | 607-429         | 26              |
| 2° Sporting CP          | 14              | 11              | 0               | 3               | 981-759         | 36              | 2° Sporting CP          | 10              | 8               | 0               | 2               | 636-498         | 26              |
| 3° A. Académica Coimbra | 14              | 9               | 1               | 4               | 780-552         | 33              | 3° A. Académica Coimbra | 10              | 6               | 0               | 4               | 450-390         | 22              |
| 4° SL Benfica           | 14              | 9               | 0               | 5               | 776-651         | 32              | 4° CF Belenenses        | 10              | 4               | 1               | 5               | 473-538         | 19              |
| 5° FC Porto             | 14              | 5               | 1               | 8               | 649-712         | 25              | 5° FC Porto             | 10              | 2               | 1               | 7               | 476-601         | 15              |
| 6° AD Sanjoanense       | 14              | 4               | 0               | 10              | 593-800         | 22              | 6° SC Conimbricense     | 10              | 1               | 0               | 9               | 409-595         | 12              |
| 7° CUF Barreiro         | 14              | 4               | 0               | 10              | 587-787         | 22              | -                       | -               | -               | -               | -               | -               | -               |
| 8° SC Vasco da Gama     | 14              | 2               | 0               | 12              | 661-903         | 18              | -                       | -               | -               | -               | -               | -               | -               |

 IIª Divisão Nacional / Proliga
- Finais vencidas pelo FC Barreirense:
| Época     | Vencedor       | Resultado | Vencido          | Cidade    | País     |
| --------- | -------------- | --------- | ---------------- | --------- | -------- |
| 1974/1975 | FC Barreirense | 62-61     | SC Vasco da Gama | Leiria    | Portugal |
| 1988/1989 | FC Barreirense | 99-85     | Guifões SC       | Alcochete | Portugal |
| 2018/2019 | FC Barreirense | 71-69     | Maia BC          | Maia      | Portugal |
| 2018/2019 | FC Barreirense | 69-68     | Maia BC          | Barreiro  | Portugal |

 Taça de Portugal
- Finais:
| Época     | Vencedor                  | Resultado | Vencido          | Cidade              | País     |
| --------- | ------------------------- | --------- | ---------------- | ------------------- | -------- |
| 1954/1955 | Sporting CP               | 51-49     | FC Barreirense   | Barreiro            | Portugal |
| 1954/1955 | Sporting CP               | 73-39     | FC Barreirense   | Lisboa              | Portugal |
| 1956/1957 | FC Barreirense            | 58-54     | CF Belenenses    | Lisboa              | Portugal |
| 1957/1958 | A. Académica Coimbra      | 49-40     | FC Barreirense   | Coimbra             | Portugal |
| 1959/1960 | FC Barreirense            | 48-42     | SL Benfica       | Santarém            | Portugal |
| 1961/1962 | Sporting Lourenço Marques | 46-30     | FC Barreirense   | Fundão              | Portugal |
| 1962/1963 | FC Barreirense            | 48-47     | SL Benfica       | São João da Madeira | Portugal |
| 1981/1982 | FC Barreirense            | 85-78     | Atlético CP      | Lisboa              | Portugal |
| 1983/1984 | FC Barreirense            | 109-76    | SC Conimbricense | Leiria              | Portugal |
| 1984/1985 | FC Barreirense            | 96-82     | SL Benfica       | Almeirim            | Portugal |

Total de Presenças nas Meias-Finais: 18 (9 vitórias; 9 derrotas)

 Supertaça de Portugal
- Finais:
| Época     | Vencedor   | Resultado | Vencido        | Cidade   | País     |
| --------- | ---------- | --------- | -------------- | -------- | -------- |
| 1984/1985 | CA Queluz  | 64-92     | FC Barreirense | Barreiro | Portugal |
| 1984/1985 | CA Queluz  | 121-78    | FC Barreirense | Queluz   | Portugal |
| 1985/1986 | SL Benfica | 94-81     | FC Barreirense | Lisboa   | Portugal |

 Taça Hugo dos Santos (Taça da Liga)
- Finais:
| Época     | Vencedor | Resultado | Vencido        | Cidade       | País     |
| --------- | -------- | --------- | -------------- | ------------ | -------- |
| 2011/2012 | FC Porto | 79-77     | FC Barreirense | Vendas Novas | Portugal |

Rankings Nacionais
- Ranking Total de Títulos Nacionais - Séniores (até 2020/2021) e Formação (até 2017/2018):
- 1° SL Benfica - 107
- 2° FC Porto - 78
- 3° FC Barreirense - 43
- 4° AD Ovarense - 28
- 5° Sporting CP - 23

- Ranking Total de Títulos Nacionais - Formação (até 2017/2018):
- 1° FC Barreirense - 32
- 2° FC Porto - 30
- 3° SL Benfica - 22

### Breve História
O FC Barreirense foi o primeiro clube a praticar o basquetebol a sul do Tejo, tendo iniciado a sua actividade em 1927.
Ao longo dos anos, o FC Barreirense esteve sempre no topo do basquetebol nacional, sendo um dos clubes com mais participações no escalão máximo da modalidade e sagrando-se por duas vezes Campeão Nacional, ganhando seis Taças de Portugal e participando ainda no Campeonato Europeu de Clubes (actual Euroliga) por duas vezes. No Campeonato Europeu de Clubes de 1958 (1ª edição desta competição) calhou em sorte o colosso espanhol Real Madrid CF. No mesmo ano, mas a contar para o Campeonato Europeu de Clubes 1958/1959, o FC Barreirense defrontou o Étoile de Charleville, campeão de França.
O jogo com o Real Madrid CF, realizado às 21:30 horas do dia 12 de Março de 1958, ficou na história da modalidade uma vez que o mesmo constituiu a primeira transmissão directa televisiva em Portugal e o primeiro jogo numa competição europeia de um clube português. Foi igualmente o primeiro jogo oficial numa competição europeia de basquetebol do histórico Real Madrid CF. A RTP montou três aparelhos de TV no próprio edifício do Ginásio Sede para os sócios que não conseguiram lugar no recinto de jogo. A equipa do FC Barreirense comandada por José Eugénio Perdigão perdeu por 51-68 (33-42 ao intervalo) e alinhou perante 1.400 espectadores com José Macedo (22), José Valente (10), Albino Macedo (9), Jorge Silva (4), Eduardo Nunes (3), Manuel Ferreira (3), José Vicente Ferreira (-) e Manuel Clímaco (-). O encontro foi arbitrado pelo suíço Marceu Pheuti e pelo belga Vanderschueren. A segunda mão decorreu no Frontón "Fiesta Alegre" em Madrid e teve início às 20:30 horas do dia 20 de Abril de 1958 perante 2.000 espectadores, com vitória natural do Real Madrid CF por 86-40 (38-21 ao intervalo). O FC Barreirense alinhou com José Macedo (12), José Valente (12), Eduardo Nunes (5), Jorge Silva (3), Albino Macedo (2), Manuel Ferreira (6), José Vicente Ferreira (-) e Manuel Clímaco (-) num jogo arbitrado pelo suíço Freddy Rädle e pelo italiano Vito Pinto. Em ambos os jogos, o melhor marcador da equipa portuguesa foi José Macedo.
Na segunda participação no Campeonato Europeu de Clubes, o FC Barreirense encontrou o Étoile de Charleville (também designado Étoile de Charleville-Mézières). A primeira mão decorreu a 23 de Novembro de 1958 na cidade de Charleville, localizada nas Ardenas no norte de França. A equipa do FC Barreirense comandada por Vicente Costa alinhou com José Valente (13), José Macedo (10), Manuel Ferreira (6), José Vicente (4), Jorge Silva (4), Eduardo Nunes (3), Albino Macedo (0), Manuel Clímaco (-), Alfredo Guilherme (-) e Eduardo Quaresma (-), saindo derrotada por 77-40 (35-21 ao intervalo). No segundo jogo da eliminatória disputado a 23 de Dezembro de 1958 no Ginásio Sede do FC Barreirense no Barreiro, o Étoile de Charleville voltou a vencer por 27-63 (10-27 ao intervalo). O FC Barreirense alinhou nessa partida com José Valente (10), José Macedo (8), Jorge Silva (3), Manuel Ferreira (3), Albino Macedo (3), Eduardo Nunes (0), José Ferreira (0), Daniel Cabrita (-), Alfredo Guilherme (-) e Eduardo Quaresma (-).
Para além destas presenças no Campeonato Europeu de Clubes, disputou ainda vários jogos internacionais, tais como, com o Tennessee e Bittburg dos Estados Unidos da América, com ABC Nantes de França, com a Union Marocaine de Marrocos, com a Seleção do Brasil, com o Antwerpse BC da Bélgica, com o Ignis Varese de Itália, entre muitas outras grandes equipas.
| Data       | Visitado       | Resultado | Visitante                          | Cidade   | País     |
| ---------- | -------------- | --------- | ---------------------------------- | -------- | -------- |
| 11/07/1951 | FC Barreirense | 20-34     | Tennessee S Sewanee                | Lisboa   | Portugal |
| 05/05/1952 | FC Barreirense | 35-51     | Sporting Lourenço Marques          | Barreiro | Portugal |
| 26/05/1956 | FC Barreirense | 49-75     | Bittburg Barons                    | Barreiro | Portugal |
| 07/04/1958 | FC Barreirense | 40-50     | ABC Nantes                         | Barreiro | Portugal |
| 13/12/1959 | FC Barreirense | 56-38     | Union S Marocaine                  | Barreiro | Portugal |
| 13/08/1960 | FC Barreirense | 27-76     | Seleção da Confederação Brasileira | Barreiro | Portugal |
| 12/01/1961 | FC Barreirense | 42-59     | Antwerpse BC                       | Barreiro | Portugal |
| 08/12/1961 | FC Barreirense | 72-96     | Ignis Varese                       | Barreiro | Portugal |
| 18/08/2001 | FC Barreirense | 92-97     | Seleção de Portugal                | Barreiro | Portugal |
| 19/08/2001 | FC Barreirense | 96-115    | Seleção da Ucrânia                 | Barreiro | Portugal |

Em 5 de Maio de 1952, o Barreiro recebeu uma extensa embaixada da então província de Moçambique, onde se destacavam as equipas de basquetebol do Grupo Desportivo de Lourenço Marques, do Clube Ferroviário de Lourenço Marques e do Sporting Lourenço Marques. Seguiu-se depois um torneio no qual participaram o CUF Barreiro e o Luso FC Barreiro. Da equipa do Ferroviário fazia parte Costa Pereira, que viria depois a defender as balizas do SL Benfica em futebol, e que se sagrou o melhor marcador do torneio.
Ao longo do tempo, os adeptos têm demonstrado uma verdadeira paixão pelo basquetebol no FC Barreirense, por onde passaram grandes jogadores nacionais e estrangeiros, entre os quais se podem destacar os norte-americanos Mike Plowden  e Earnest Killum (primeiro jogador estrangeiro do clube e que jogou na NBA ao serviço dos Los Angeles Lakers) e os internacionais brasileiros Adilson Nascimento e Marcelo Vido, entre muitos outros.

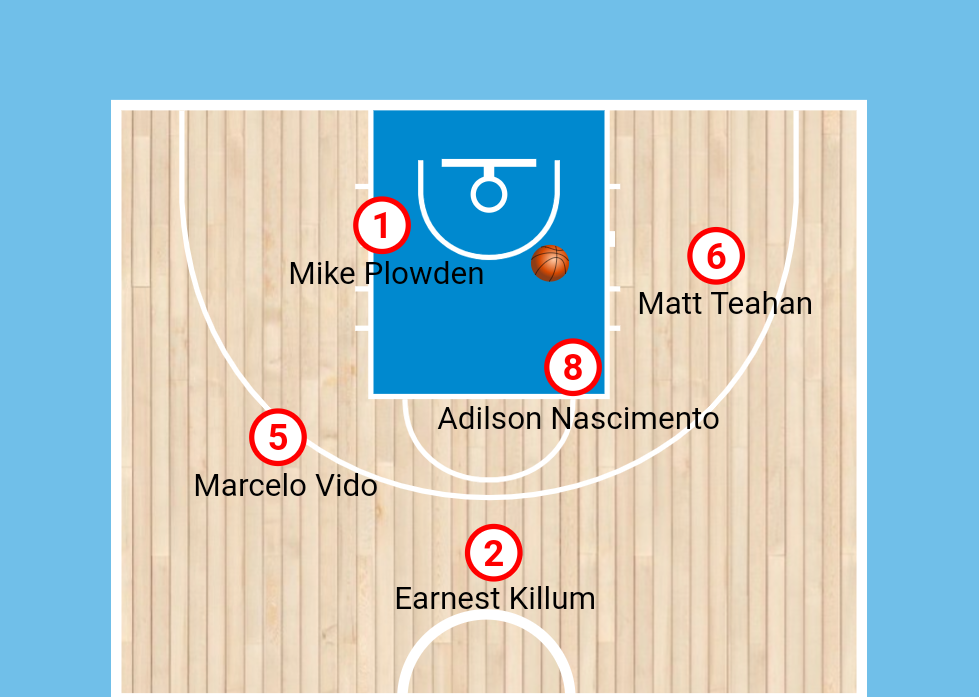
Possível melhor 5 de todos os tempos de jogadores que passam no FC Barreirense. No banco poderiam estar jogadores como Diogo Carreira, Gerson Monteiro, João "Betinho" Gomes, Ângelo Victoriano, José Macedo, Darius Dimavičius, Tyron Pearson e Neemias Queta.

Em 1981, numa fase final disputada no Pavilhão das Antas, o FC Barreirense poderia ter chegado ao terceiro troféu não fossem circunstâncias verdadeiramente estranhas e inacreditáveis que tiveram lugar através de um clima de terror, e que obrigou a que o FC Barreirense não comparecesse para a segunda parte, tendo sido atribuído o troféu ao FC Porto. Este jogo estava a ser alvo de transmissão televisiva, tendo por isso causado uma grande polémica.
O FC Barreirense foi também por diversas vezes Campeão Nacional de Sub-20, Sub-18 e de Sub-16, além das muitas participações nas fases finais, onde nas quais foi Vice-Campeão Nacional. Há, por isso, que destacar a formação do FC Barreirense que é, ainda hoje, a melhor a nível nacional, como comprovam os inúmeros troféus conquistados, ano após ano. Ainda em 2007, João "Betinho" Gomes, jovem basquetebolista formado nas escolas do clube, esteve muito perto de ingressar na NBA. Relativamente ao trabalho de formação é relevante sublinhar que, já após o ano 2000, o FC Barreirense foi distinguido por 2 vezes com o troféu da Federação Portuguesa de Basquetebol para o melhor clube de Basquetebol de Portugal, em virtude das grandes prestações em todos os escalões em que esteve envolvido.
A Selecção Nacional de 2014 foi composta por 5 atletas oriundos da formação do FC Barreirense, são eles, Pedro Pinto, José Silva, João "Betinho" Gomes, Miguel Queiroz e João Guerreiro.
Por fim, no Draft da NBA de 2021 realizado na madrugada de 30 de Julho de 2021, o basquetebolista Neemias Queta formado no FC Barreirense tornou-se no primeiro atleta português de sempre a ser escolhido por uma equipa da NBA, os Sacramento Kings. Recorde-se que Neemias Queta jogou no FC Barreirense desde os seus 10 anos, chegando até a jogar na equipa sénior em 2016/2017. Após um ano ao serviço do SL Benfica, Neemias Queta passou pelos campeonatos universitários de basquetebol dos Estados Unidos representando os Utah State Aggies durante três anos. Na temporada 2021/2022, representou os Sacramento Kings na melhor competição de basquetebol do mundo, a NBA. Com um "two-way contract", Neemias Queta jogou em 2021/2022 igualmente pelos Stockton Kings (clube-satélite dos Sacramento Kings) na NBA G League (liga secundária e oficial da NBA). A estreia de Neemias Queta na NBA aconteceu a 17 de Dezembro de 2021 (já dia 18 em Portugal) no Golden 1 Center em Sacramento, na partida entre os Sacramento Kings e os Memphis Grizzlies (105-124). Foi a primeira vez na história que um português jogou na NBA. Neemias Queta conseguiu concretizar os primeiros pontos (11) na NBA no jogo entre os Sacramento Kings e os Cleveland Cavaliers (108-109), disputado em Sacramento no dia 10 de Janeiro de 2022 (dia 11 em Portugal). Em 2022/2023 Neemias Queta continuou a defender as cores dos Sacramento Kings na NBA. 
Na temporada 2023/2024 Neemias Queta transferiu-se para a histórica franquia dos Boston Celtics, com os quais assinou um "two-way contract". O jogador afirmou-se como jogador de rotação dos Boston Celtics tendo participado em 28 jogos na fase regular da NBA e alcancado o seu record individual de pontos (19) no jogo contra os Washington Wizards. A 7 de Maio de 2024 (já dia 8 em Portugal) Neemias Queta estreia-se nos play-off (quartos-de-final) da competição. No dia 18 de Junho de 2024 Neemias Queta tornou-se no primeiro atleta português a ganhar a NBA ao serviço dos Boston Celtics. A equipa de Boston derrotou na final os Dallas Mavericks (4-1), tendo Neemias Queta participado no quarto jogo da final.
(ver também Lista de vencedores de provas portuguesas de basquetebol por época)

### Jogadores com História
Ao longo da história foram vários os jogadores que jogaram no FC Barreirense que foram internacionais pelos respectivos países. Além de vários atletas não internacionais mas de grande valia provenientes dos  Estados Unidos, passaram ainda pelo FC Barreirense vários jogadores que representaram as selecções de  Portugal,  Brasil,  Angola,  Chéquia,  Lituânia e  Tunísia. Alguns deles participaram inclusivamente em várias edições dos Jogos Olímpicos (Munique 1972, Moscovo 1980, Los Angeles 1984, Barcelona 1992, Atlanta 1996, Sydney 2000, Atenas 2004, Londres 2012). De seguida apresenta-se uma lista com alguns dos melhores jogadores que passaram pelo FC Barreirense: Adilson Nascimento, Admar Barros, Albino Macedo, Alexey Carvalho, Ângelo Victoriano, António Minhava, António Tavares, Armando Mota, Artur Cruz, Berardo Soeiro, Carlos Freire, Darius Dimavičius, Diogo Carreira, Earnest Killum, Eduardo Nunes, Erik Clark, Eugénio Silva, Gerson Monteiro, Ian Stanback, Jakim Donaldson, Jaroslav Kovář, João "Betinho" Gomes, João Guerreiro, João Moura, Jorge Silva, José Macedo, José Silva, José Valente, José Vicente, Kamil Novák, Manuel Ferreira, Marcelo Vido, Matt Teahan, Micah Downs, Miguel Minhava, Miguel Queiroz, Mike Plowden, Mike Yoest, Nate Fox, Neemias Queta, Nelson Sardinha, Pedro Pinto, Otto Jordan, Radhouane Slimane, Ronnie McCollum, Tyron Pearson, Virgílio Gameiro, Wagner Silva.

### Passado Recente
Últimas Classificações na Fase Regular:
| Época/Escalão | Nível 1: Liga Profissional / Iª Divisão | Nível 2: 2ª Divisão / Proliga |
| ------------- | --------------------------------------- | ----------------------------- |
| 1997/1998     |                                         | 2º (Sul)                      |
| 1998/1999     |                                         | 2º (a)                        |
| 1999/2000     |                                         | 3º                            |
| 2000/2001     | 10º                                     |                               |
| 2001/2002     | 10º                                     |                               |
| 2002/2003     | 13º                                     |                               |
| 2003/2004     | 7º (b)                                  |                               |
| 2004/2005     | 9º                                      |                               |
| 2005/2006     | 10º                                     |                               |
| 2006/2007     | 9º                                      |                               |
| 2007/2008     | 8º (c)                                  |                               |
| 2008/2009     | 6º (d)                                  |                               |
| 2009/2010     | 10º                                     |                               |
| 2010/2011     | 12º                                     |                               |
| 2011/2012     | 4º (e)                                  |                               |
| 2012/2013     |                                         |                               |
| 2013/2014     |                                         |                               |
| 2014/2015     |                                         |                               |
| 2015/2016     |                                         | 14°                           |
| 2016/2017     |                                         | 1° (f)                        |
| 2017/2018     | 11°                                     |                               |
| 2018/2019     |                                         | 1° (g)                        |
| 2019/2020     | 11º (h)                                 |                               |
| 2020/2021     | 14°                                     |                               |
| 2021/2022     |                                         | 5°                            |
| 2022/2023     |                                         | 10°                           |
| 2023/2024     |                                         | 10°                           |
| 2024/2025     |                                         | ...                           |

(a) Tinha direito a subir à Liga Profissional mas abdicou;
(b) Eliminado nos quartos de final pelo CA Queluz (2-3);
(c) Eliminado nos quartos de final pela AD Ovarense (0-3); (d) Eliminado nos quartos de final pela AD Ovarense (0-3); (e) Eliminado nos quartos de final pelo CAB Madeira (0-3); (f) Perdeu a final contra o Terceira Basket (0-2); (g) Ganhou a final contra o Maia Basket (2-0); (h) Campeonato interrompido após a realização de 22 das 26 jornadas previstas da fase regular, devido à pandemia COVID-19.
No basquetebol, desde a temporada 2000/2001 até 2011/2012, o FC Barreirense participou consecutivamente no máximo escalão da modalidade, a Liga Profissional / Campeonato da Federação Portuguesa de Basquetebol, tendo alcançado o apuramento para os play-off nas temporadas 2003/2004, 2007/2008, 2008/2009 e 2011/2012, defrontando nos quartos de final, respectivamente, CA Queluz (2-3), AD Ovarense (0-3) por duas vezes e CAB Madeira (0-3). Conseguiu ainda chegar às meias finais da Taça de Portugal nas épocas 2006/2007, 2008/2009 e 2009/2010. Em 2006/2007 o FC Barreirense foi derrotado pelo CF Belenenses (69-76), em 2008/2009 pelo AD Vagos (73-80) e em 2009/2010 pela AD Ovarense (61-63). A 'Final 8' da edição 2008/2009 foi disputada na cidade do Barreiro. Já na temporada 2011/2012, o FC Barreirense chegou até aos quartos de final da Taça de Portugal, tendo perdido contra o FC Porto (78-89). Feito que repetiu em 2015/2016 e 2018/2019 (ambas contra o FC Porto) e em 2019/2020 (contra o SL Benfica). O FC Barreirense foi ainda finalista vencido da Taça Hugo dos Santos/LPB em 2011/2012 tendo sido derrotado pelo FC Porto por 77-79. Os jogos do FC Barreirense foram frequentemente transmitidos pelos vários canais da Sport TV e da RTP. Em particular, no dia 15 de Fevereiro de 2004, o jogo entre FC Barreirense e o FC Porto teve a honra de ser o primeiro a ser disputado de manhã - às 11h - e teve direito a transmissão televisiva em direto na RTP1. O FC Barreirense venceu o jogo com um emocionante resultado de 84-82. O FC Barreirense disputou igualmente o XII torneio sub-20 Vilagarcia Basket Cup 2007 em Pontevedra, Espanha, torneio esse que foi transmitido em direto pelo canal espanhol Galicia TV. O FC Barreirense apenas foi derrotado na final pelo Unicaja Málaga por 84-59, num torneio que contou com a participação de gigantes do basquetebol espanhol como o Real Madrid CF ou o FC Barcelona.

## Futsal

### Histórico
2 Títulos Oficiais de Séniores
- Campeonato Iª Divisão AF Setúbal: 1 (2018/2019)
- Supertaça da AF Setúbal: 1 (2018/2019)

1 Título Nacional Oficial das Camadas de Formação
- 1 Taça Nacional Futsal de Juniores A (2021/2022)

### Breve História
O FC Barreirense iniciou a prática de futsal em 2018 com sucesso imediato a nível distrital. A equipa alvi-rubra conquistou o campeonato da Iª Divisão da Associação de Futebol de Setúbal e subiu à IIª Divisão Nacional onde na temporada 2019/2020 disputa a Série F. Ainda no ano de estreia, o FC Barreirense foi finalista vencido da Taça e venceu a Supertaça da Associação de Futebol de Setúbal. Em ambas as ocasiões o adversário na final foi o CD Cova da Piedade.
Em 2019/2020 o FC Barreirense estreou-se na Taça de Portugal tendo alcançado a 2ª eliminatória. Porém esta época viria a ser interrompida antes do seu final devido à pandemia COVID-19. Apesar de uma época atribulada com algumas dificuldades económicas que levaram vários jogadores a abandonar a equipa a meio da temporada, o FC Barreirense terminou a 1ª fase do campeonato em 2° lugar na Série F da IIª Divisão Nacional. Deste modo, o clube qualificou-se para a Fase de Subida (Zona Sul), fase essa que não chegou a ter início, devido à referida interrupção de todas as competições de futsal. Em Setembro de 2020 foi realizada uma liguilha entre 12 clubes da IIª Divisão para apurar os dois clubes promovidos à Iª Divisão. O FC Barreirense venceu a 1ª eliminatória por 5-4 contra o ABC Nelas, mas foi derrotado na 2ª ronda pelo ADCR Caxinas por 5-1. Ambos os jogos tiveram transmissão televisiva em directo no Canal 11. Na temporada 2021/2022, o clube alcançou a 3ª eliminatória da Taça de Portugal.

### Passado Recente
Últimas Classificações:
| Escalão               | 18/19 | 19/20  | 20/21   | 21/22          | 22/23   | 23/24 | 24/25 |
| --------------------- | ----- | ------ | ------- | -------------- | ------- | ----- | ----- |
| Iª Divisão Nacional   |       |        |         |                |         |       |       |
| IIª Divisão Nacional  |       | 2°(F)* | 4°(H)** |                |         |       |       |
| IIIª Divisão Nacional | n. e. | n. e.  | n. e.   | 3°(G) / 5°(S3) | 12° (C) |       |       |
| Iª Divisão AF Setúbal | 1°    |        |         |                |         | 3°    | ...   |

* Atingiu a 2ª de 3 eliminatórias da liguilha (com 12 clubes) para a subida à Iª Divisão.
** Ficou em 4° lugar na série 5 de acesso à IIIª fase, tendo por isso descido à recém-criada IIIª Divisão.

## Ginástica

### Histórico
Títulos colectivos nas disciplinas gímnicas de tumbling, trampolim e acrobática (lista incompleta):
- 1 Título Nacional (2001)
- 5 Títulos Regionais (1999, 2000, 2001, 2005, 2006)
- 8 Títulos Distritais (1998, 1999, 2000, 2001, 2003, 2005, 2006, 2007)

### Breve História
A ginástica começou a ser praticada no FC Barreirense nos anos 30 através do professor austríaco Hoffer, que dirigiu uma classe de ginástica para crianças. Após algumas interrupções, a ginástica reaparece de forma mais sistemática nos anos 50, mais propriamente após a inauguração do Ginásio-Sede em 1956. Na inauguração estiveram presentes classes de ginástica de saltos de mesa alemã que, pela sua espectacularidade, engrandeceram esta festa, e deram o mote do que seria o futuro desta modalidade no clube. Foram realizados diversos saraus e festas gímnicas nos quais estiveram presentes os clubes mais conceituados no panorama nacional da modalidade. Esta modalidade começou a ter um grande desenvolvimento e procura e, a partir dos anos 60, serão criadas classes para diversas idades, englobando escalões desde os mais jovens até aos adultos. Na década de 80, esta modalidade atingiu um número de largas centenas de praticantes que, devido à sua qualidade, fizeram com que o FC Barreirense fosse convidado a participar em programas de televisão, como o reconhecido programa “Passeio dos Alegres” a convite do famoso apresentador e ícone da televisão, Júlio Isidro. No final da década de 80 e princípios de 90, com o aparecimento da Federação de Trampolins e Desportos Acrobáticos, a ginástica sofreu novo incremento no clube, participando em várias competições, e estando presente no campeonato do mundo por idades em 1991 na Alemanha. No final da década de 90 e durante a década de 2000, o FC Barreirense tem tido um grande número de campeões distritais, regionais e nacionais, individual e colectivamente.
A atleta Nádia Santos (campeã nacional de tumbling) participou em 1996 no Campeonato do Mundo por grupos de idades de trampolins e tumbling no Canadá. Em 2009 o atleta David Pinto participou igualmente no Campeonato do Mundo em São Petersburgo na Rússia.
No âmbito da ginástica geral há a registar a presença de dezenas de atletas do FC Barreirense integrados na representação de Portugal na Gimnastrada Mundial (a maior concentração de ginastas do mundo) de 1999 em Gotemburgo na Suécia e de 2007 em Dornbirn na Áustria.

## Xadrez

### Histórico
10 Troféus Nacionais
- Taça de Portugal: 1 (1999/2000)
- Campeonato Nacional de Rápidas: 4 (1991/1992, 2010/2011, 2012/2013, 2016/2017)
- Campeonato Nacional de Semi-Rápidas: 2 (2012/2013, 2013/2014)
- Taça Nacional Associações: 1 (2018/2019)
- Campeonato Nacional da IIª Divisão: 2 (1988/1989, 1997/1998)

Lugares de Honra
- Vice-Campeão Nacional da Iª Divisão (1998/1999)
- 3º classificado da Iª Divisão (2000/2001)
- Finalista da Supertaça (2000/2001)
- Vice-Campeão Nacional de Rápidas (1988/1989, 1989/1990, 1999/2000, 2011/2012, 2013/2014)
- Vice-Campeão Nacional de Semi-Rápidas (2001/2002, 2002/2003, 2003/2004, 2007/2008, 2011/2012, 2014/2015)
- Vice-Campeão Nacional da IIª Divisão (2006/2007)
- 3º classificado no Campeonato Nacional Rápidas Sub-20 (2017/2018)
- 3º classificado no Campeonato Nacional Rápidas Sub-12 (2014/2015)
- 3º classificado no Campeonato Nacional Semi-Rápidas Jovens Feminino (2019/2020)

## Kickboxing

### Breve História
A entrada no novo milénio trouxe ao FC Barreirense a pratica de uma nova modalidade: o kickboxing. A modalidade designava-se então full-contact e começou por ter apenas aulas de manutenção, tendo sido desenvolvida também noutros concelhos limítrofes à cidade do Barreiro, como na Moita, Pinhal Novo e Montijo. Sob a orientação técnica de José Calado, reconhecido com o grau máximo (nível IV) de treinador pelo Centro de Estudos e Formação Desportiva (ostenta a graduação de 6º Dan e é licenciado pela actual Federação Portuguesa de Kickboxing/Muay Thai), o FC Barreirense alcançou diversos troféus regionais e nacionais, protagonizados por diversos atletas internacionais de reconhecido mérito.

## Pool Português

### Histórico
1 Título Oficial
- Campeonato Nacional da 2ª Divisão - Distrito de Setúbal: 1 (2015/2016)

### Breve História
O pool e o bilhar são modalidades desportivas praticadas de forma lúdica no FC Barreirense há algumas dezenas de anos e que, respondendo ao apelo dos associados praticantes, se apresenta sob a forma organizada de uma secção do clube, desde 2015. Esta secção iniciou-se com o desenvolvimento de um projecto dedicado ao pool português e, para o efeito, o FC Barreirense constituiu uma equipa para competir nas provas oficiais por equipas organizadas e regulamentadas pela Federação Portuguesa de Bilhar. A modalidade tem o seu espaço competitivo e de treino no Ginásio Sede do FC Barreirense.
Na época de estreia, 2015/2016, o FC Barreirense participou no Campeonato Nacional da 2ª Divisão, tendo-se sagrado Campeão Distrital. Tal conquista permitiu ao clube a ascensão à 1ª Divisão, e um honroso 4º lugar a nível nacional. Na época 2016/2017, o FC Barreirense alcançou os 16 avos da fase final da Taça de Portugal (contra o Sporting CP) e disputou a fase de manutenção do Campeonato Nacional da 1ª Divisão (distrito de Setúbal). A manutenção foi assegurada não apenas na época 2016/2017, como sucessivamente nas temporadas 2017/2018 e 2018/2019. Em 2019/2020 o FC Barreirense disputa igualmente a fase de manutenção do Campeonato Nacional da 1ª Divisão (distrito de Setúbal).

## Natação

### Breve História
As aulas de natação do FC Barreirense têm lugar na Piscina Municipal do Barreiro.

## Outras Modalidades

### Breve História
Além das oito modalidades actualmente praticadas no FC Barreirense (futebol, basquetebol, futsal, ginástica, xadrez, kickboxing, pool português e natação), também outras modalidades foram praticadas ao longo da história do FC Barreirense, em períodos relativamente limitados, por vezes mesmo episódicos: polo aquático, no final dos anos 20; ciclismo, columbofilia, hóquei em campo e râguebi na década de 30 (a mais eclética da história do FC Barreirense); atletismo em 1942; voleibol em 1953/1954 e 1965; halterofilismo em 1959/1960; andebol de 7 em 1960. O basquetebol feminino teve existência nos anos 60 e 70, com um percurso oscilante e competitivamente pouco relevante.
(ver também Lista de campeões das principais modalidades coletivas em Portugal por época)

## Infra-Estruturas Desportivas

### Estádios
Depois do Campo do Rosário, Campo da Quinta José Alves (até 1914), Campo do Rossio (1914 até 1932 e 1938 até 1952), Estádio do Lumiar (1932 até 1938), o Estádio D. Manuel de Mello (1952 até 2007) constituiu-se num símbolo da mística do clube, que viveu neste relvado alguns dos momentos mais importantes da sua história. Este recinto com capacidade para cerca 10.500 espectadores, encontrava-se no centro da cidade do Barreiro e ficou famoso pelo seu ambiente hostil para todos os adversários do FC Barreirense. Por este palco passaram grandes equipas nacionais como o SL Benfica, o Sporting CP ou o FC Porto e internacionais como o GNK Dinamo Zagreb da Croácia e as seleções de Sub-19 da Suécia e da Rússia. Também alguns dos melhores futebolistas portugueses de todos os tempos mostraram o seu talento neste estádio, não apenas envergando a camisola do FC Barreirense, como Manuel Bento, José Augusto e Fernando Chalana, mas também jogando na condição de adversários, como o 'rei' Eusébio (SL Benfica) ou Luís Figo (Sporting CP), ambos vencedores do Ballon d'Or.
O último jogo no mítico Estádio D. Manuel de Mello decorreu no dia 16 de Setembro de 2007 e culminou com uma vitória do FC Barreirense por 2-0 frente ao Silves FC, num jogo a contar para a fase regular da série F da IIIª Divisão Nacional. O último golo marcado neste mítico estádio foi da autoria de Pedro Saianda, jogador formado no clube.
Atualmente, o FC Barreirense procura construir o seu futuro estádio na zona da Verderena. Até reunir as condições necessárias para avançar com a construção desta infraestrutura de importância crucial para a vida do clube, os jogos de todas as equipas de futebol decorrerão no Campo da Verderena, em torno ao qual o clube tenciona construir o futuro estádio. Atualmente o Campo da Verderena possui apenas uma pequena bancada no lado oeste. Desde a demolição do saudoso Estádio D. Manuel de Mello, o clube utilizou, entre 2008 e 2009, o Estádio Alfredo da Silva no Barreiro durante um ano e meio e o Campo do Brechão em Sarilhos Pequenos, durante meio ano. Desde aí, o clube tem recebido os jogos na condição de visitado em vários campos espalhados pelo distrito de Setúbal e, pontualmente, foi conseguindo reunir as condições mínimas para jogar no seu Campo da Verderena. Já entre 1965 e 1966, por motivos de obras no Estádio D. Manuel de Mello, o clube disputou os seus jogos no Campo de Santa Bárbara, propriedade da antiga CUF e antiga casa do GD Fabril do Barreiro.

### Ginásio Sede
A construção do Ginásio Sede foi um dos acontecimentos mais marcante e de maior transcendência na vida do FC Barreirense. Tratou-se duma obra de grande valor para a época e de realização bastante invulgar. Muitas centenas de barreirenses ajudaram a construir este sonho durante cerca de dez anos, com muito esforço pessoal uma vez que trabalhavam na construção do edifício após o trabalho nas fábricas, sem qualquer outra contrapartida financeira.
Recentemente, o Ginásio Sede recebeu um novo piso permitindo, deste modo, que as equipas dos escalões jovens possam treinar com mais qualidade. Além dos treinos, o Ginásio Sede recebe ainda alguns jogos oficiais do escalões de formação de basquetebol. Já a equipa profissional efectua os seus jogos no Pavilhão Municipal Luís de Carvalho.

### Academia de Futebol Juvenil
A 21 de Março de 2008, o FC Barreirense inaugurou a sua academia de futebol juvenil. Trata-se de um espaço muito importante para o clube pois reúne boas condições para que os escalões mais jovens do clube possam efectuar aí os seus treinos e jogos. Este complexo é composto por dois campos de futebol de 7 e dois campos de futebol de 5, existindo ainda a possibilidade para que grupos de pessoas aluguem este espaço afecto à prática desportiva.

## Atualidade
A equipa de futebol do FC Barreirense conseguiu na temporada 2012/2013 a promoção para a Campeonato Nacional da IIª Divisão (nível 3) disputada em 2013/2014 num novo formato, após o 3º lugar na fase de subidas na IIIª Divisão Nacional Série E. Refira-se que, nos últimos anos, a equipa sénior do FC Barreirense fez uma "viagem" por quase todos os escalões do futebol português. Após uma queda vertiginosa desde o segundo escalão mais importante do futebol português, a IIª Liga onde participou na temporada 2005/2006, até à Iª Divisão do Campeonato Distrital da Associação de Futebol de Setúbal, o clube consegui reerguer-se e, apesar das enormes dificuldades financeiras e com alguns altos e baixos desportivos, voltou esporadicamente à IIª Divisão Nacional (atualmente Campeonato de Portugal, o terceiro escalão do futebol português). A tentativa que o clube tem feito e continua a fazer no sentido de renovar as suas infraestruturas desportivas resultou num processo moroso e muito complexo que despoletou muitas dificuldades financeiras ao clube que, aliadas à má conjuntura económica que o país atravessa e que se faz sentir com particular significância nos clubes com menos recursos económicos, não permitem que, atualmente, o clube esteja num patamar mais condigno com a sua história e com a sua importância que tem para a cidade do Barreiro e para Portugal. Atualmente, às dificuldades financeiras junta-se a falta de instalações para o futebol, facto que contribui de forma decisiva para a queda do maior e mais representativo clube do Barreiro que continua à espera de alcançar a estabilidade que tanto merece. No início de 2012, o clube conseguiu instalar um relvado sintético de boa qualidade no seu Campo da Verderena tendo, no entanto, apenas conseguido concluir a realização dos balneários em Março de 2013. Atualmente, o FC Barreirense realiza no Campo da Verderena os seus jogos, um recinto quase desprovido de bancadas ao seu redor.
Já no basquetebol, o clube disputou entre 2000 e 2012 o mais alto escalão da modalidade, ou seja, a Liga de Clubes Profissionais de Basquetebol que actualmente se denomina Iª Divisão do Campeonato da Federação Portuguesa de Basquetebol, uma vez que a Liga Profissional foi extinta no final da época 2007/2008. No entanto, em 2012, o clube cessou a actividade do basquetebol sénior, voltando à competição após um ano. Em 2019 o FC Barreirense venceu o título de campeão nacional da Proliga (2° escalão do basquetebol português), voltando ao convívio dos grandes na época 2019/2020, após uma breve passagem em 2017/2018.
Apesar de tudo, o seu papel social do FC Barreirense continua intacto sendo uma instituição de utilidade pública muito conhecida e respeitada por todo o país e que proporciona a centenas de jovens a possibilidade de praticarem desporto mantendo, ainda assim, equipas relativamente competitivas em todos os escalões das diferentes modalidades. Para bem do clube e de todo o desporto nacional, espera-se que o clube consiga ultrapassar as suas dificuldades o mais celeremente possível, sendo para isso fundamental desbloquear todas as situações relacionadas com as infraestruturas desportivas do clube, em particular, a construção de um novo estádio para o futebol e de um pavilhão próprio para o basquetebol e conseguir as fontes de receitas que o tornem sustentável.